# Società Romana Tramways Omnibus
La Società Romana Tramways Omnibus è stata un'impresa esercente servizi di trasporto pubblico a cavalli e a trazione meccanica, attiva a Roma dal 1881 al 1929.

## L'Impresa Romana Omnibus
Quando Roma diventa capitale del Regno d'Italia la situazione della città è quella riassunta nei dati dell'ultimo censimento del 1868, i cui dati erano sostanzialmente analoghi a quello del 1855.
(Roma prima del 20 settembre 1870.)

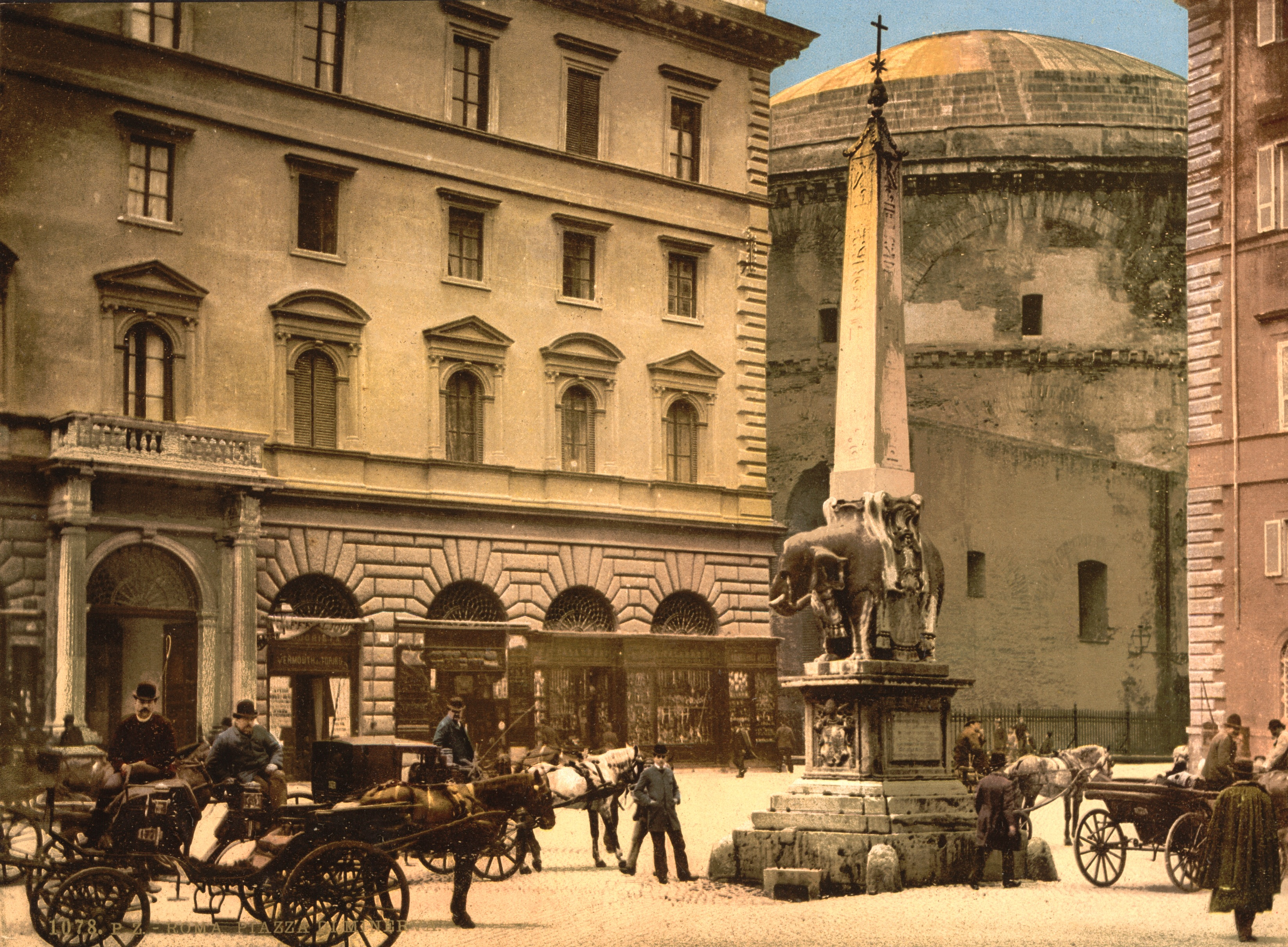
La stazione delle carrozze pubbliche di piazza della Minerva

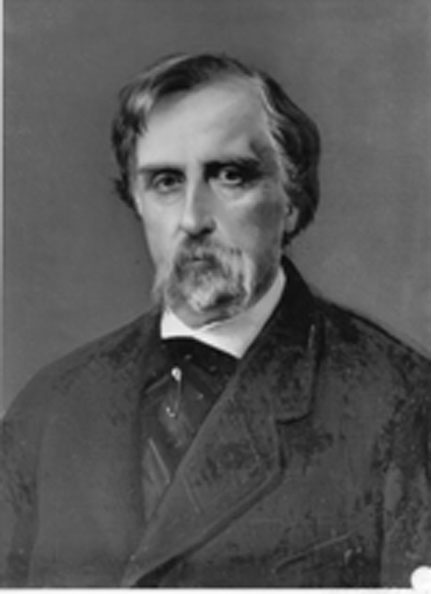
Il principe Filippo Andrea Doria Pamphili, terzo sindaco facente funzione, stipula la prima convenzione con Francesco Marini per il riordino della rete omnibus

A diventare capitale è una città ben lontana dal possedere le qualità di una moderna metropoli europea. Storia, arte, ruderi e tradizioni sono presenti a volontà, ma non vi è traccia di una borghesia liberale che possa svolgere il ruolo di classe dirigente. La nobiltà, orfana dei propri possedimenti feudali, è bigotta ed ignorante, il clero vive delle rendite dei beni ecclesiastici, il popolo è abbandonato alla propria miseria e i briganti spadroneggiano appena fuori dalla cinta delle mura, su terreni in gran parte infestati dalle paludi. L'economia è ancora quella di tipo feudale (le banche sono solo casseforti, il danaro è custodito senza contropartita di interessi), non esiste la rendita fondiaria e nessun'industria nel senso moderno del termine. La forte concentrazione della proprietà terriera in poco più di 400 soggetti (perlopiù famiglie feudali dell'ex Stato Pontificio), limita l'azione del governo italiano, a corto di risorse per il riassetto della città, a una totale soggezione a quella che da subito inizia a costituirsi come una vera e propria lobby, chiamata in tempi più recenti finanza cattolica.

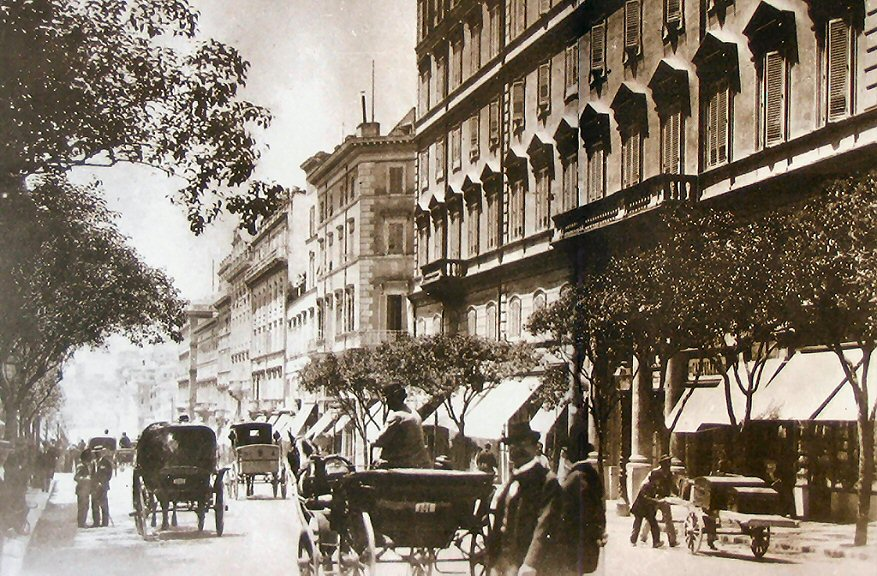
Traffico stradale ottocentesco in via Nazionale

I servizi di trasporto, esercitati con carrozze a noleggio (antenate dei moderni taxi), e omnibus (antenati dei moderni autobus), sono suddivisi in una miriade di piccole realtà a gestione familiare o quasi, la cui ricchezza sono uno o due veicoli e, in media, quattro cavalli. Gli omnibus, in particolare, non hanno orari, ma partono solo quando c'è a bordo un conveniente numero di viaggiatori tra le 7 del mattino e le 8, raramente le 9, di sera. Come le carrozze pubbliche hanno una serie di stazionamenti individuati nelle maggiori piazze, ma al contrario di queste ultime effettuano itinerari fissi, stabiliti dall'Autorità di pubblica sicurezza come la tariffa unica del biglietto, diretti verso le stazioni della ferrovia, gli alberghi, le locande e piazza San Pietro. Tutti i veicoli ippotrainati, sia pubblici che privati, devono procedere al passo nella maggior parte delle strette strade dell'epoca, i soli veicoli pubblici possono procedere al piccolo trotto nelle strade autorizzate e devono obbligatoriamente tornare alla stazione di appartenenza a servizio espletato, con la sola facoltà di raccogliere eventuali utenti lungo tale percorso.

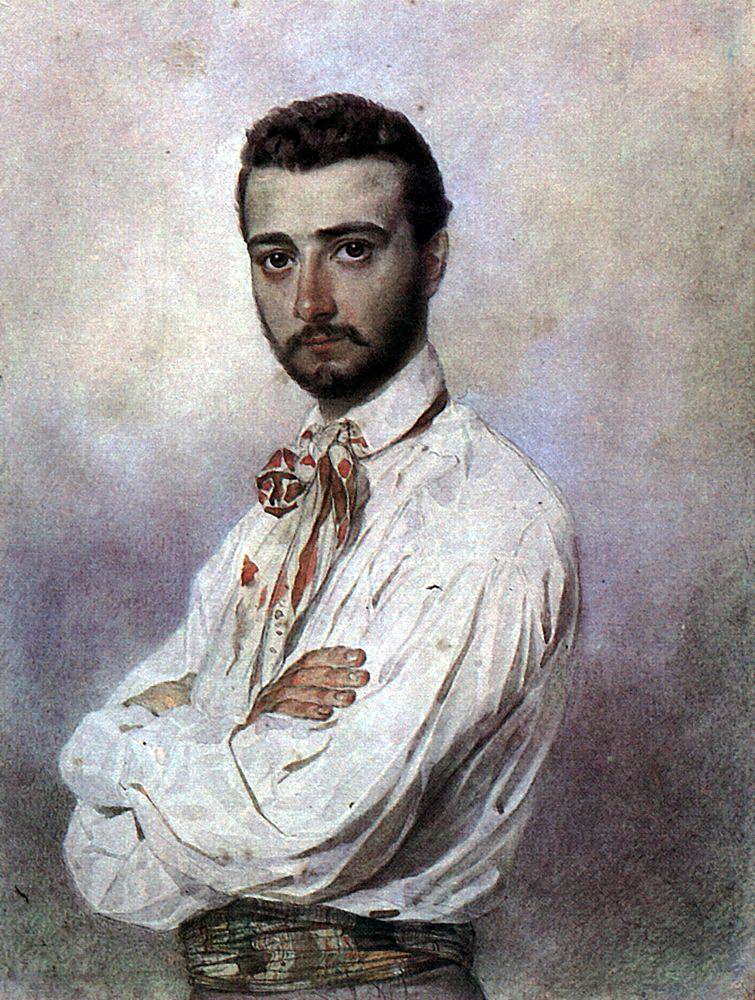
Vincenzo Tittoni

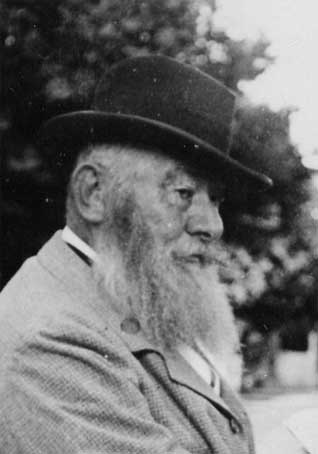
Francesco Marini

Il nuovo consiglio comunale, su indicazione del consigliere (e futuro senatore), Vincenzo Tittoni affida il riassetto del settore a Francesco Marini, un possidente di Alfonsine che in previsione dei mutamenti politici è sceso a Roma con la famiglia nel 1866 per avviare l'attività di negoziante di vetture. Il Marini esercita la linea omnibus San Pietro-San Giovanni, l'unica al momento ad orario fisso, e promuove una sorta di associazione temporanea di imprese dell'epoca, unendo la gran parte degli esercenti sotto la sigla dell'Impresa Romana degli Omnibus. Al progetto prendono parte le imprese più importanti del settore (Gaspare Ciocca, Francesco e Gaspare Fedeli, Giovanni Muzi), al punto che a restarne fuori è solo un pugno di ostinati, che fanno comunque comodo per invocare il rispetto della normativa sulla libertà delle industrie.

## Le prime linee tranviarie

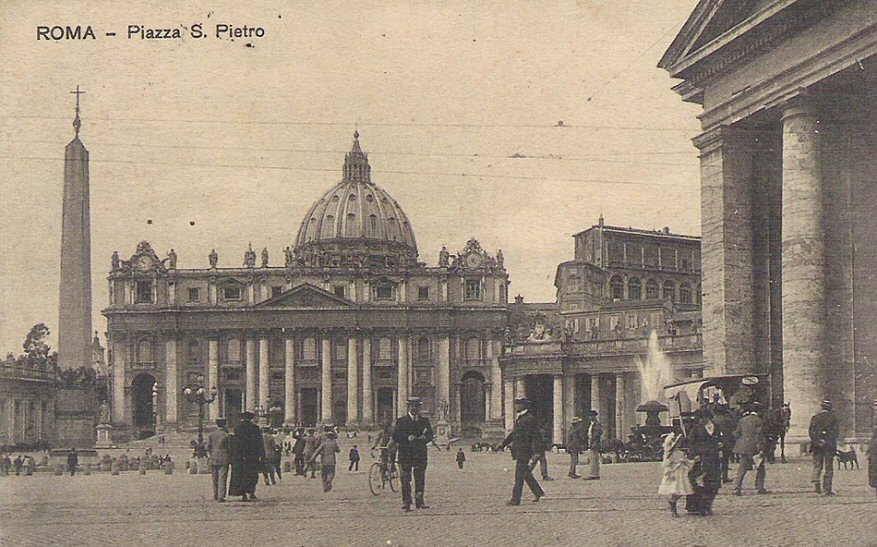
Omnibus dell'Impresa Marini a San Pietro

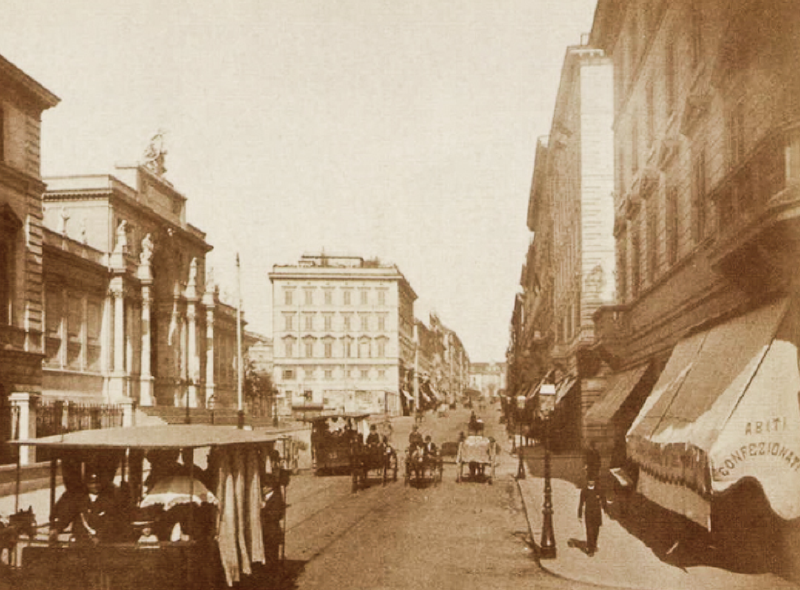
Tram a cavalli in via Nazionale

L'impresa di Marini assume entro il 1876 il quasi totale controllo della rete degli omnibus.
L'anno successivo fa la sua prima apparizione l'omnibus su rotaia, detto modello-tram, la cui prima linea è attivata sulla via Flaminia da piazza del Popolo a Ponte Milvio. Concessionario è Ernesto Emanuele Oblieght, ricco imprenditore dei giornali che ha acquistato oltre 32000 m² dei terreni circostanti il tratto urbano della Flaminia. L'esercizio è affidato alla Società Anonima dei Tramways e delle Ferrovie Economiche di Roma, Milano e Bologna (STFE), detta Belga, fondata nel 1877 e che nel 1889 cambia nome in Società per le tramvie e le ferrovie economiche di Roma, Milano e Bologna (TFE), e che ha in costruzione la tranvia Roma-Tivoli e la ferrovia Milano-Saronno. Questa società fa capo alla Nouvelle Banque d'Union di Bruxelles (il cui amministratore delegato, Maurice Le Tellier, la presiede), e di li a tre anni partecipa ad una grande operazione per il predominio industriale di Roma. Mentre a Liegi viene fondata la Société Anonyme d'Entreprise Generale de Travaux (la quale acquista la maggioranza della società e destina due dei cinque milioni di franchi del suo capitale agli investimenti italiani), a Roma la nobiltà papalina, con in testa i principi Sigismondo Giustiniano Bandini e Francesco Borghese, fonda su disposizione di Leone XIII il Banco di Roma.
Nel campo delle linee tranviarie Oblieght fonda nello stesso anno l'Impresa Tramways con un finanziamento della Societé d'Entreprise e ottiene la concessione delle due linee dalla stazione Termini per via Nazionale e piazza Venezia e per via Merulana fino a San Giovanni. Un'ulteriore società, denominata Impresa dei Trasporti di San Paolo, è invece fondata da Giovanbattista Marotti, titolare della concessione per la costruzione del quartiere industriale di Testaccio e presidente della Società anonima Marotti-Frontini finanziariamente garantita dal banchiere torinese Ulrich Geisser: al Marotti, sceso a Roma per attuare le mire speculative di Banca Tiberina e Banco di Sconto e Sete è concessa la linea Bocca della Verità, via Marmorata, via Ostiense, Basilica di San Paolo e l'esclusiva per tutti i servizi su rotaia necessari al Mattatoio di Testaccio e ad altre realtà industriali poi non costruite.

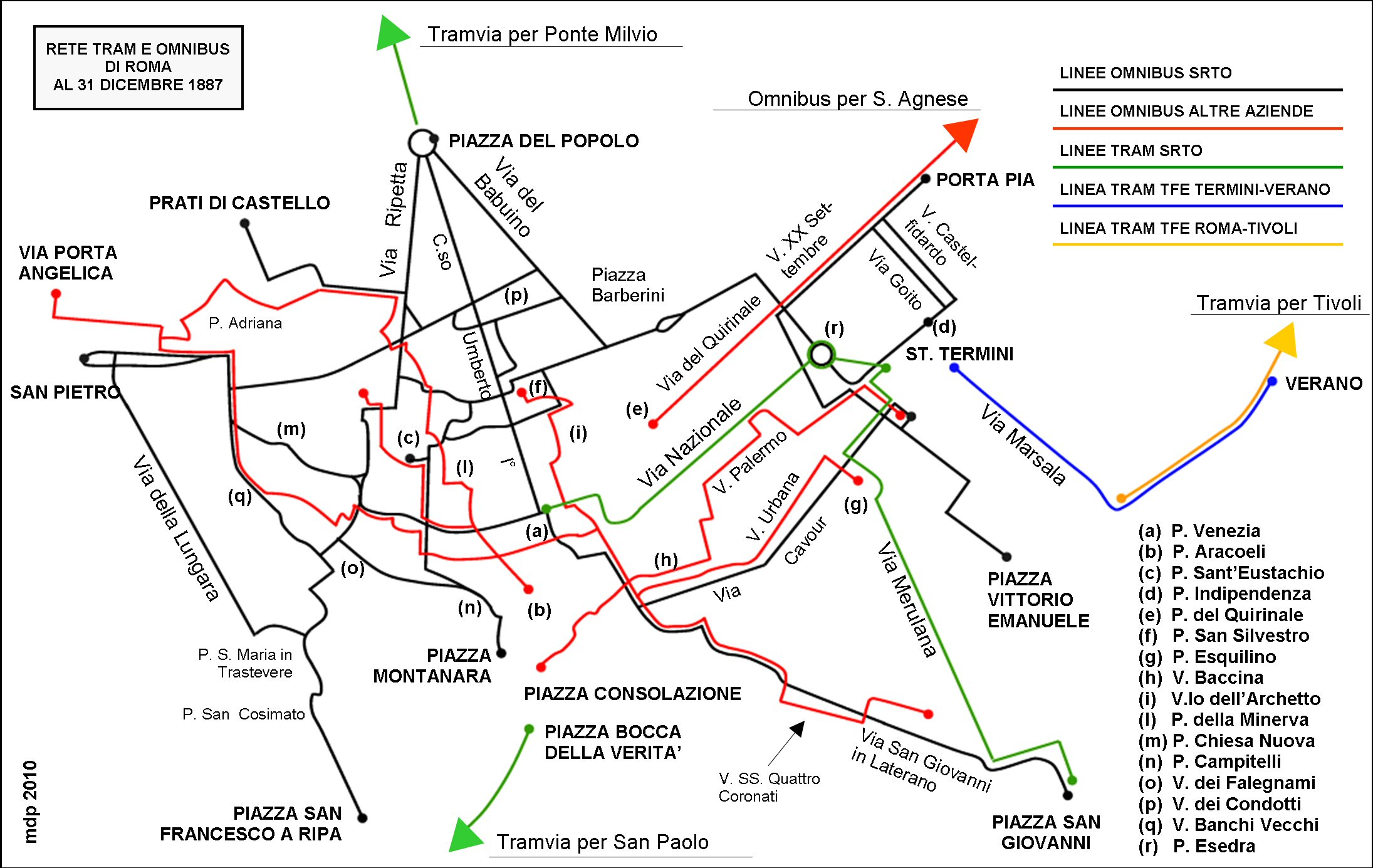
Percorsi di omnibus e tram nel 1887

Con il controllo quasi totale degli omnibus e totale dei tram Francesco Marini dà il via alla fondazione della Società Romana Omnibus, dalla quale le linee tranviarie sono tenute al momento fuori per alcune manifestazioni contrarie della lobby dei vetturini romani. Non è qui chiaro se venga fondata ex novo o tramite il riscatto di una società legalmente costituita nel 1871 da quattro imprenditori dei trasporti, denominata "Società Anonima Romana degli Omnibus", di cui non era mai stato versato il capitale sociale ed alla quale fu invece preferita l'impresa di Marini. Certo è che la neonata società deve fronteggiare numerose istanze contrarie per il predominio che intende esercitare, istanze che si basano sulla legge del 1865 sui lavori pubblici che garantisce la libertà totale delle industrie contro i monopoli. Il capitale sociale della SRO è stabilito in 3 500 000 lire aumentabile, come poi si farà, fino a 8 000 000, del quale il 52% diviso in pari quota tra Banco di Roma e Engetra, il 38% in quote di vario valore tra gli altri azionisti (SFR, Thomson-Houston, Santa Sede), il 10% riservato ai piccoli risparmiatori. Azionista assoluto di maggioranza è la Santa Sede, che assomma la quota del banco e la propria.

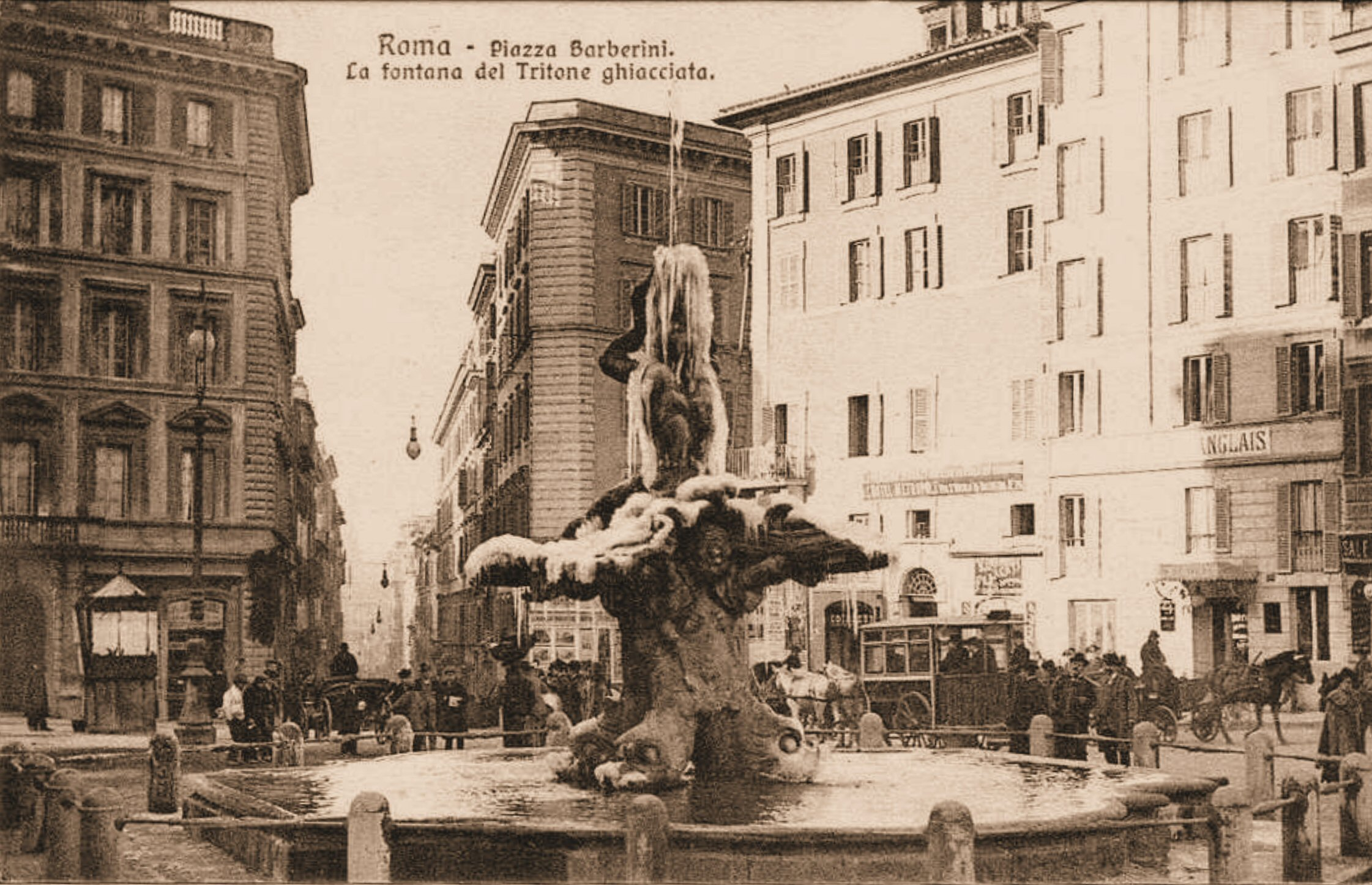
Omnibus nei colori SRTO in piazza Barberini

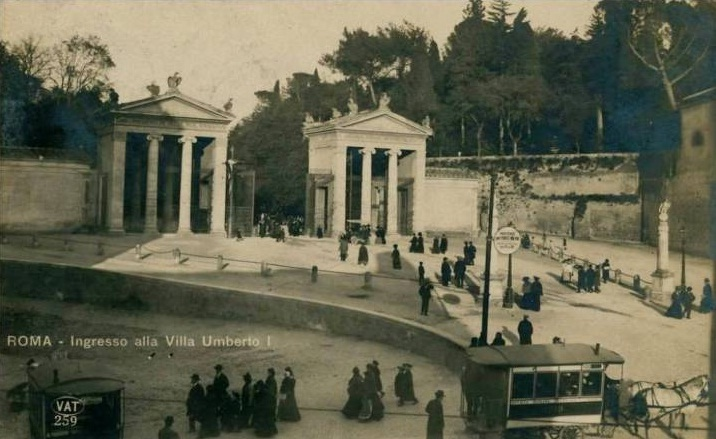
Omnibus nei colori SRTO in piazzale Flaminio

La rifondazione segue di qualche mese il rinnovo della convenzione per gli omnibus all'Impresa, accordata per venti anni nel 1876 e prorogata fino al 1895, e seppure con qualche resistenza, anche per le proteste dei concessionari non associati, la superiore autorità non può che riconoscere il subentro, consentendo anzi al Comune di accordare un'ulteriore proroga al 1900 per il servizio degli omnibus. La costituzione della SRO non è comunque un'operazione semplice. Più o meno contemporaneamente, infatti, la Giunta Comunale ha avviato una trattativa coi rappresentanti della categoria dei vetturini (gli esercenti di vetture pubbliche da piazza e delle linee omnibus rimaste in esercizio ai singoli privati), che però non recedono dalle loro posizioni, ed anzi si appellano ai principi liberali dell'ordinamento del Regno contro il costituendo regime di monopolio.

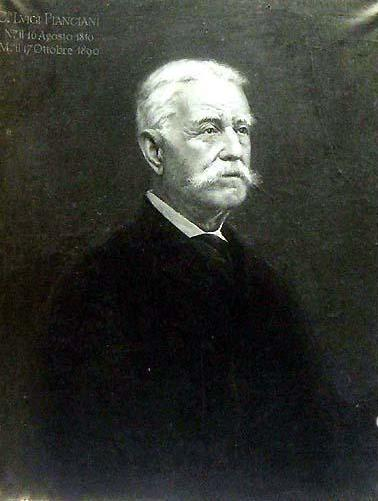
Luigi Pianciani, più volte Sindaco di Roma, firmatario del ricorso contro il Consiglio di Stato presentato dal Comune

Il Consiglio Comunale deve anzi proporre un ricorso alla Procura del Re contro la seconda sezione del Consiglio di Stato, che dietro pressioni interessate, e contro un parere a sezioni riunite espresso nel 1876 a favore del regolamento municipale, ha impugnato la delibera della giunta che riconosce l'avvenuta trasformazione dell'impresa Romana degli Omnibus nella neo costituita SRO. Il Procuratore Generale, nell'archiviare il procedimento, rinvia il ricorso al Consiglio di Stato dal momento che «nessuna azione è proponibile nei confronti dell'azienda detta Società Romana, poiché il presunto monopolio delle linee da alcuni ravvisato è conseguenza della maggiore ricchezza della stessa società, che è libera di esercitare secondo le proprie possibilità tecniche ed economiche nel pieno rispetto della concorrenza tra le industrie private interessate». Il Consiglio di Stato, con un nuovo parere espresso a sezioni riunite, ribadisce che «trattandosi di una industria affatto speciale, subordinata al permesso di occupare il suolo pubblico, con norme e condizioni coordinate allo scopo d'impedire imbarazzi ed ingombri a danno della circolazione, non sembra il caso d'invocare per il servizio degli omnibus il principio della libertà industriale e l'interesse particolare del servizio contro l'interesse generale e prevalente della circolazione libera e sicura, e contro il diritto di tutelarla con norme e cautele necessariamente restrittive». Tutte queste vicissitudini rinviano di qualche anno il subentro della società nelle concessioni delle linee tranviarie. Il relativo contratto è stipulato il 20 agosto 1885 e dallo stesso giorno la ragione sociale muta in SRTO per l'aggiunta della parola tramways; la prima concessione ha la durata di quindici anni, nel rispetto delle scadenze al 1900 già stabilite. Con tale contratto si dà il definitivo via libera al monopolio di fatto della rete, che giungerà al pieno compimento nel 1903, ma si mette in piedi anche un circolo vizioso legato alla bassa speculazione che il comune fa sul servizio.
Alla SRTO, infatti, sono gravati i pesanti oneri dei precedenti contratti, stabiliti in un canone annuo fisso di 2 000 lire per ogni linea, più una tassa di concessione di 0,25 lire per metro lineare di linea esercitata, da corrispondersi in rate semestrali anticipate di 2 300 lire (0,25 × 9200 m totale di rete, per un totale di 6 000 + 4 600 = 10 600 lire annue). Se ciò non bastasse, l'amministrazione condiziona il suo favore stabilendo una propria partecipazione diretta ai proventi totali dell'esercizio. La percentuale dovuta è del 9% calcolata, però, sull'incasso lordo della rete: di conseguenza, se la SRTO ha un ricavo ipotetico di un milione di lire, deve dapprima detrarre le 90 000 dovute al comune per poi procedere alla formazione del bilancio (con il calcolo dei proventi, la somma dell'utile, l'ammortamento del capitale, il dividendo da distribuire agli azionisti), sulla base di 910 000 lire, dalle quali dovrebbe poi detrarre le ulteriori 10 600 lire di cui agli oneri prima citati. Questa imposizione oltremodo iniqua, legata alla continua necessità di rastrellare fondi per le casse comunali, sarà alla base di un reciproco scambio di favori tra le parti a tutto scapito dei cittadini e del servizio.

## I tram elettrici

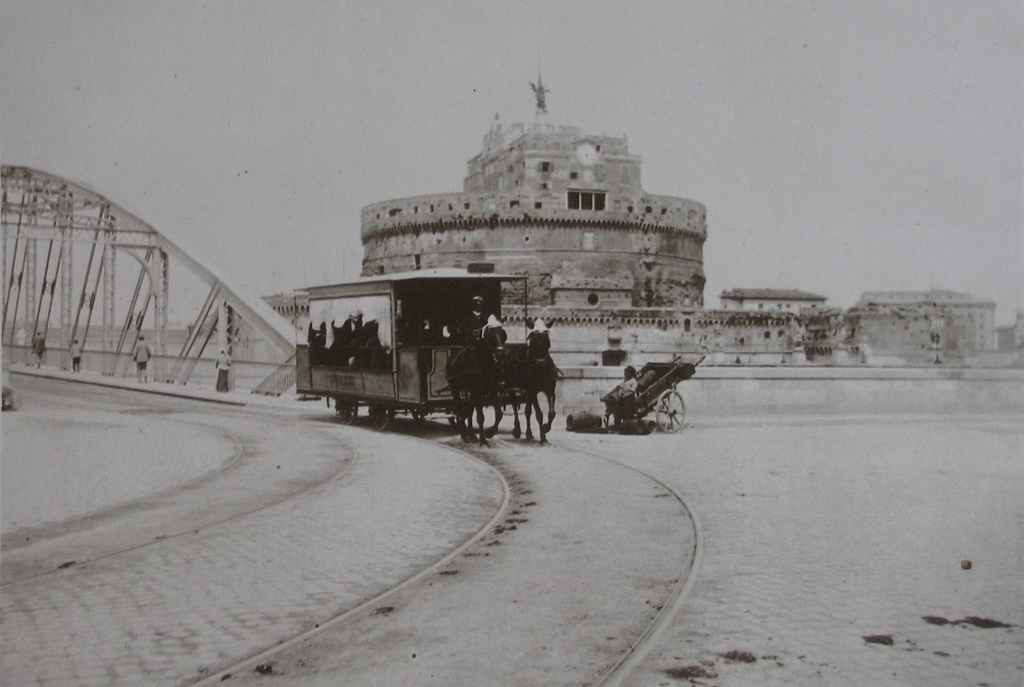
Un omnibus su rotaia, sulla linea San Pietro-piazza Venezia

Con la definitiva concessione alla SRTO il comune non prevede di unificare le due reti tram e omnibus in una gestione amministrativa unica. Agli effetti dei contratti successivi, anzi, la differenziazione si fa sempre più marcata per i diversi vantaggi che il municipio può trarre dai due sistemi. Con l'unica eccezione della convenzione del 1892, di fatto, accade che i capitolati per le linee tranviarie, dalle quali è possibile trarre il maggior lucro, sono accordati linea per linea, a condizioni sempre diverse. Per gli omnibus, invece, si avvia una fase di proroghe delle condizioni intervenute, in attesa della totale eliminazione già sancita nel contratto del 1885, che sarà poi stabilita al 31 dicembre 1912 dalla fondamentale convenzione del 1892. La proroga al 1912 degli omnibus, peraltro, si traduce in nuovi oneri. Il Comune pretende ed ottiene che la società effettui il trasporto delle macchine antincendio e dei suini al mattatoio di Testaccio, e da questo alle rivendite. Alla SRTO è imposto di fornire i conducenti e i carretti, ma il vero salasso è l'obbligo di assumere i garzoni per il trasporto delle carni, che devono coadiuvare i conducenti in ragione di due a carretto. Si pone, inoltre, il problema dei depositi, dal momento che l'unico impianto attrezzato è quello di via Flaminia, attivato dall'Impresa Tramways per mancanza di spazio nel deposito di via Cernaia, e ne occorre un altro di capacità possibilmente maggiore, per sostituire le rimesse delle imprese private, sparse ovunque nella città ed ormai insufficienti. Viene progettato e costruito un grandioso stabilimento fuori da Porta Maggiore, da adibire a deposito e officine. Un primo lotto di terreno di circa 17 500 m², acquistato dalla Marotti e Frontini, è posto tra il vicolo del Pigneto e la linea ferroviaria Roma-Napoli. Ad esso si aggiunge un piccolo appezzamento di circa 500 m² acquistato dal comm. Luigi Cavallini (futuro presidente), per permettere l'accesso ai locali dalla via Prenestina, mentre successivamente sono acquisiti altri due lotti, sempre dalla Marotti e Frontini, che portano l'area totale disponibile per il nuovo deposito a circa 24 000 m². Secondo i calcoli dell'ing. Giuseppe Fucci, capo del servizio tecnico della SRTO, questa dimensione consente il ricovero di omnibus e tram a cavalli per un totale di 200 vetture e 320 cavalli.

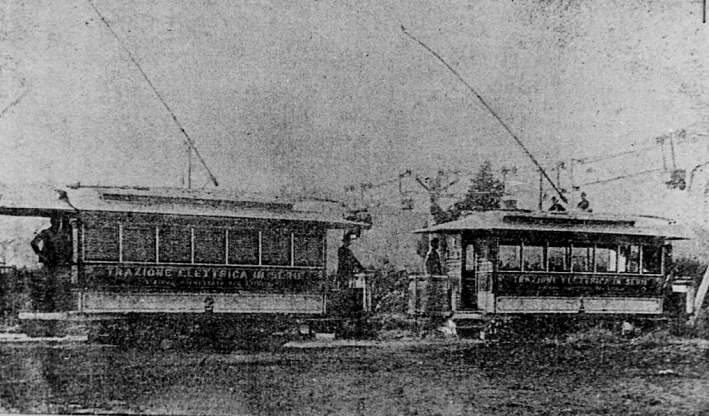
Vetture SRTO sulla linea sperimentale di via Flaminia

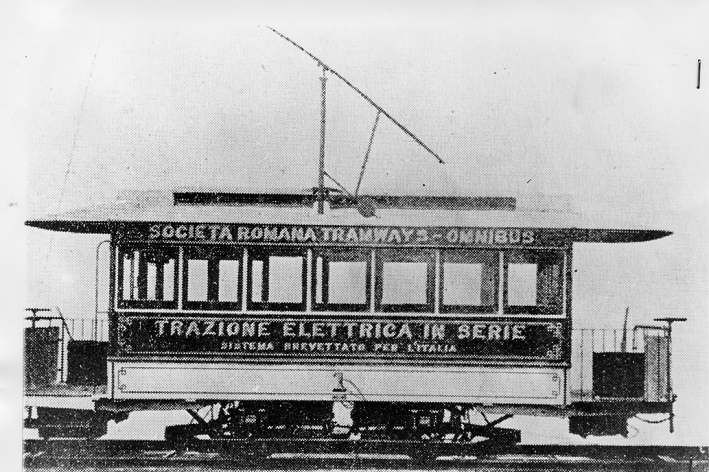
La motrice 1 della linea sperimentale di via Flaminia

Tra il 1885 e il 1889 la società espone comunque bilanci del tutto insoddisfacenti, con disavanzi che giungono alle 988 300,75 lire del 1889. Nella relazione allegata il presidente Marini fa per la prima volta il punto sulla questione della trazione ippica, il cui costo, più ancora della costruzione del nuovo deposito, è all'origine di un passivo totale di circa 1 500 000 lire. Viene in modo particolare sottolineato che, a fronte di un totale di 2 161 474,10 lire di proventi totali dell'esercizio (tram e omnibus), ben 1 185 254,12 lire sono per il foraggio, lo stallaggio e la ferratura dei cavalli. Il presidente mette sotto accusa anche i limiti intrinseci dell'omnibus, che all'onere dei cavalli assomma quello del limite delle linee a percorsi non superiori ai 3 000, 3 500 metri, con capacità di trasporto per singola corsa non superiore a 15 persone. È in questa situazione che matura, non senza resistenze all'interno della società, l'esperimento della prima elettrificazione tranviaria nazionale col sistema dell'alimentazione in serie delle motrici. L'esercizio tramviario aveva fin dall'inizio dato buoni frutti per la possibilità di trasportare fino a 50 persone con una sola vettura. Eliminando la trazione ippica si prevede di poter aumentare il prodotto delle corse tramviarie fino a 3,35 lire, ma la SRTO si lascia coinvolgere nelle speculazioni del capitano Michelangelo Cattori, esclusivista per l'Italia di un brevetto inglese per l'alimentazione in serie delle motrici. Di questo sistema sono al momento già noti i fallimenti sia delle sperimentazioni, sia delle applicazioni in pianta stabile attuate negli Stati Uniti (Denver 1885) e in Europa (Northfleet 1888). Il problema nasce dalla pratica impossibilità di applicare il principio dei circuiti di illuminazione con una serie di utilizzatori, quali sono le motrici tranviarie, che agiscono a distanze e con assorbimenti in continua variazione rispetto alla fonte di erogazione. L'idea della società è quella di rendere di pratico utilizzo il sistema (in che modo non è mai apparso chiaro), per assicurarsi l'esclusiva italiana del brevetto, detenuto su licenza del The Series Electrical Traction Syndicate Ltd, e trarre profitto dalla sua diffusione.
(La Tribuna del 7 luglio 1890.)

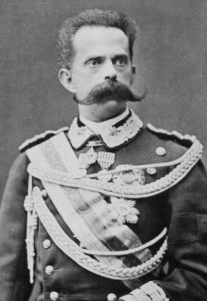
Umberto I di Savoia

Il sistema si rivela un fallimento, con una perdita di oltre due milioni di lire, e sulla conseguente resa dei conti pesano l'eco di uno scandalo milanese della TFE e una grossa crisi finanziaria del Banco di Roma, che a sua volta sta pagando lo scotto di grossi investimenti nell'industria privi di riscontri concreti. Francesco Marini è costretto a lasciare la presidenza, e con lui se ne va tutto il primo consiglio di amministrazione, formato in gran parte dagli ex imprenditori che avevano dato vita all'Impresa del 1871. Nuovo presidente è Luigi Cavallini, il presidente della sede romana della Banca d'Italia che ha da poco commissariato il Banco di Roma. Direttore Generale è nominato il conte Vincenzo Senni, rappresentante italiano della Banque de Paris et des Pays-Bas, a sua volta impegnata nel consorzio che sta dando vita alla Banca Commerciale Italiana, che di li a poco salva il banco sottoscrivendo un grosso aumento di capitale e diventandone di fatto azionista di maggioranza.

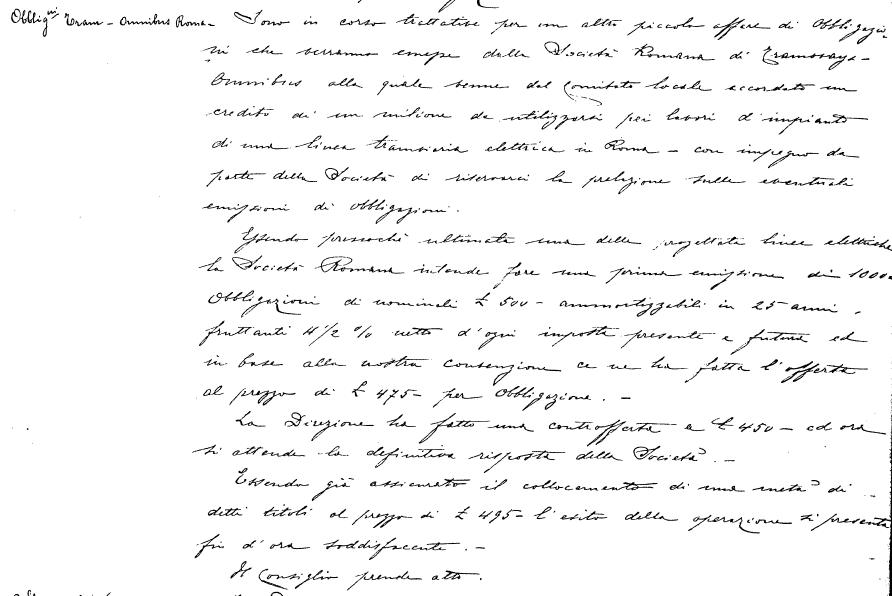
Erogazione di un finanziamento di un milione di lire alla SRTO per la costruzione della linea Termini-San Silvestro

La SRTO, pur rimanendo formalmente proprietà del Banco di Roma, diventa nella realtà proprietà della BCI. che detiene materialmente i certificati azionari al portatore, e garantisce l'esposizione verso i debiti non onorati dal banco. Le difficoltà sono viepiù aggravate dalla decisione del Comune di Roma di sostituire i cavalli con la trazione elettrica nell'esercizio tranviario, allo scopo di poter aumentare le entrate della propria partecipazione all'incasso lordo della rete. Avendo la prelazione il comune la offre a una SRTO che non dispone al momento dei capitali necessari, e men che meno in animo di tornare alla trazione elettrica dopo il disastroso esperimento Cattori. Non potendosi permettere il lusso della concorrenza deve giocoforza ricorrere all'emissione di un gran numero di obbligazioni per ottenere dalla banca commerciale un prestito di un milione di lire. Viene anche aumentato il capitale sociale (da 3 500 000 a 5 000 000 e quindi a 8 000 000), con l'aumento sottoscritto in gran parte dalla Thomson-Houston, interessata alla forniture elettriche per la linea (che sarà poi attivata nel settembre 1895), e per i nuovi tram.
(La Tribuna del 2 settembre 1895.)

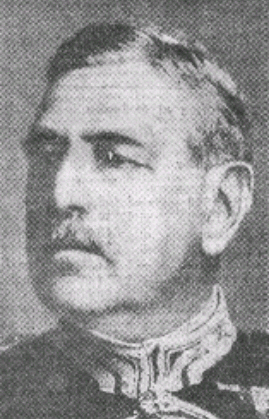
Il Sindaco Prospero Colonna (di Paliano) nel 1900 da un definitivo via libera alla diffusione del tram elettrico assicurando gli oppositori che tale sistema avrebbe avuto solo un carattere temporaneo, in attesa che si perfezionassero altri sistemi

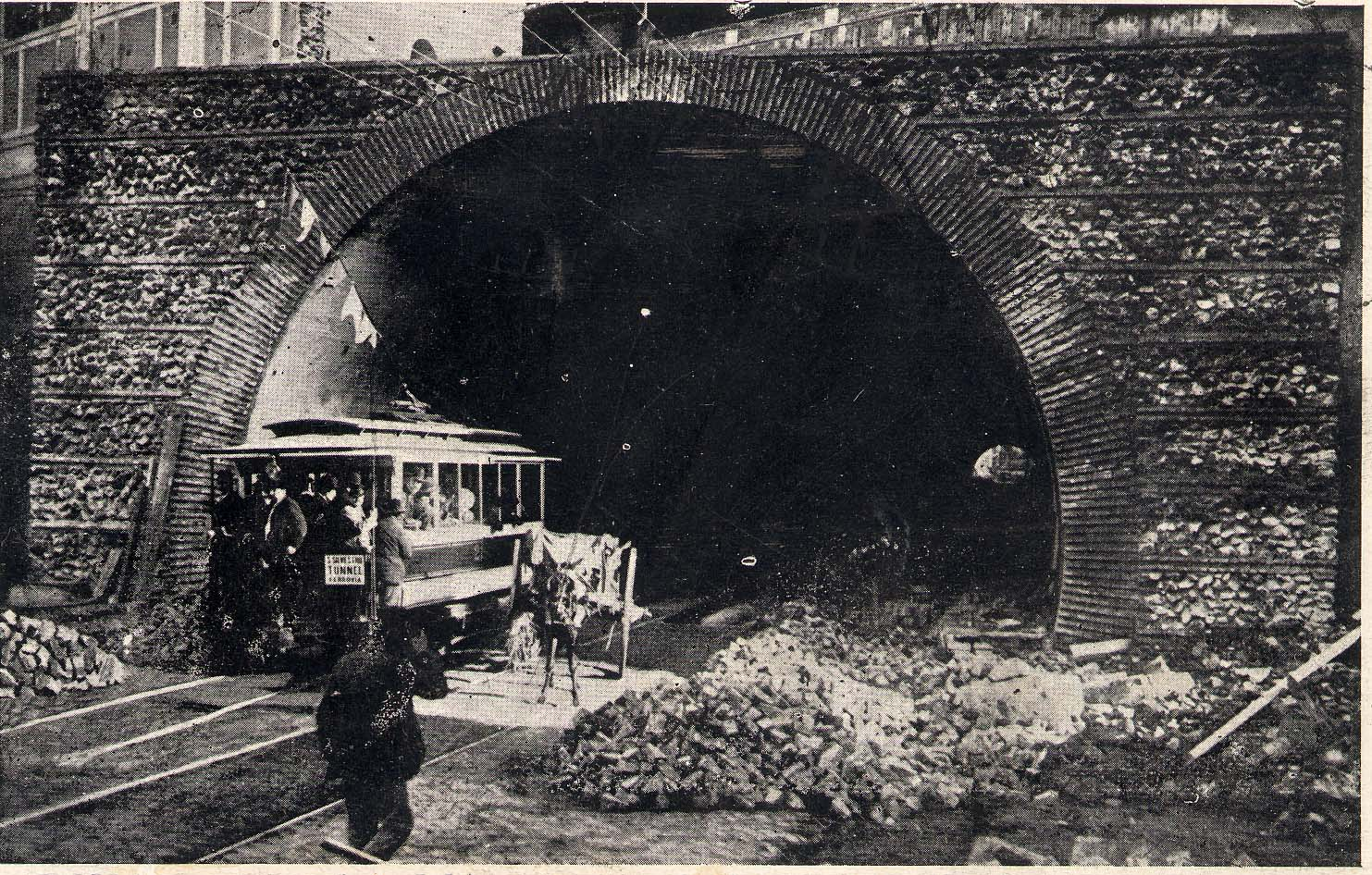
Il primo giorno di servizio tranviario sotto la galleria di via Milano

Il cartello formato da Thomson-Houston, SRTO e TFE, ormai padrone assoluto del campo, vince nel 1898 l'appalto per la costruzione del Traforo di via Milano, da via Nazionale a via del Tritone, una clausola del quale prevede la costruzione di una nuova linea ivi transitante, da San Pietro a San Giovanni, vinta dalla SRTO nel 1900 con un'offerta di 1 850 000. Poiché questa nuova linea deve essere raccordata alle Tranvie dei Castelli Romani, di cui si è ormai decisa la progettazione, la Thomson-Houston compila un progetto che si avvicina di molto alla rete poi costruita, con un accordo che affida a quest'ultima costruzione e manutenzione, alla TFE l'esercizio e alla SRTO la gestione della San Pietro-San Giovanni e della linea di penetrazione in città delle linee dei Castelli. Le cose vanno poi diversamente a causa di problemi interni alla SRTO ed esterni della TFE a causa dei disservizi della tranvia Roma-Tivoli. Causa il domicilio straniero della TFE l'assenso alle linee dei Castelli viene condizionato alla costituzione di una società italiana con sede in Roma, ciò che porta alla costituzione della STFER, italiana soltanto di nome essendo la maggioranza del capitale domiciliato in Belgio e in Francia.

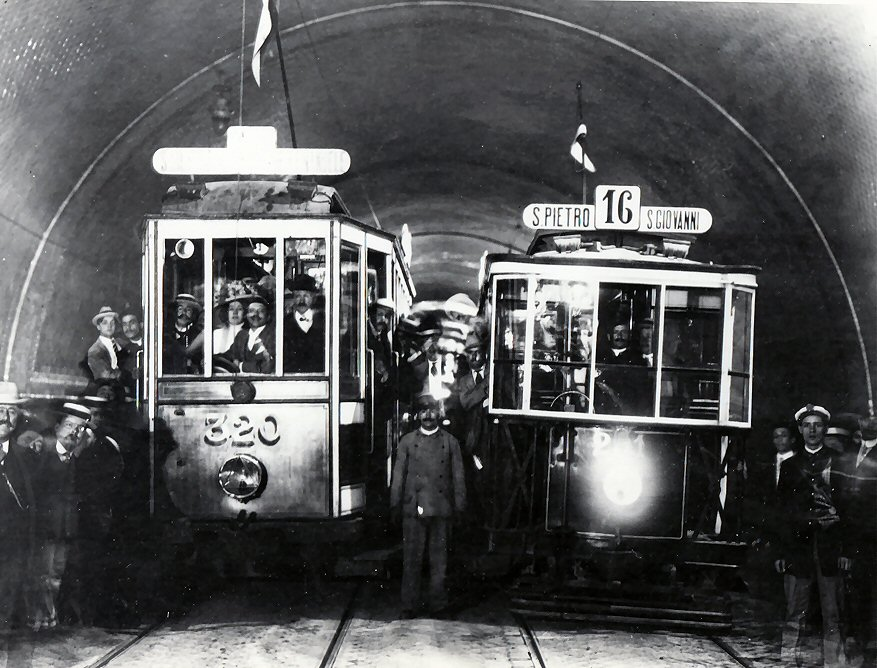
Vetture nel traforo di via Milano non prima del 1903 (per la vettura di sinistra), in occasione non accertata

(La Tribuna del 20 ottobre 1902.)

## L'esperimento degli autobus

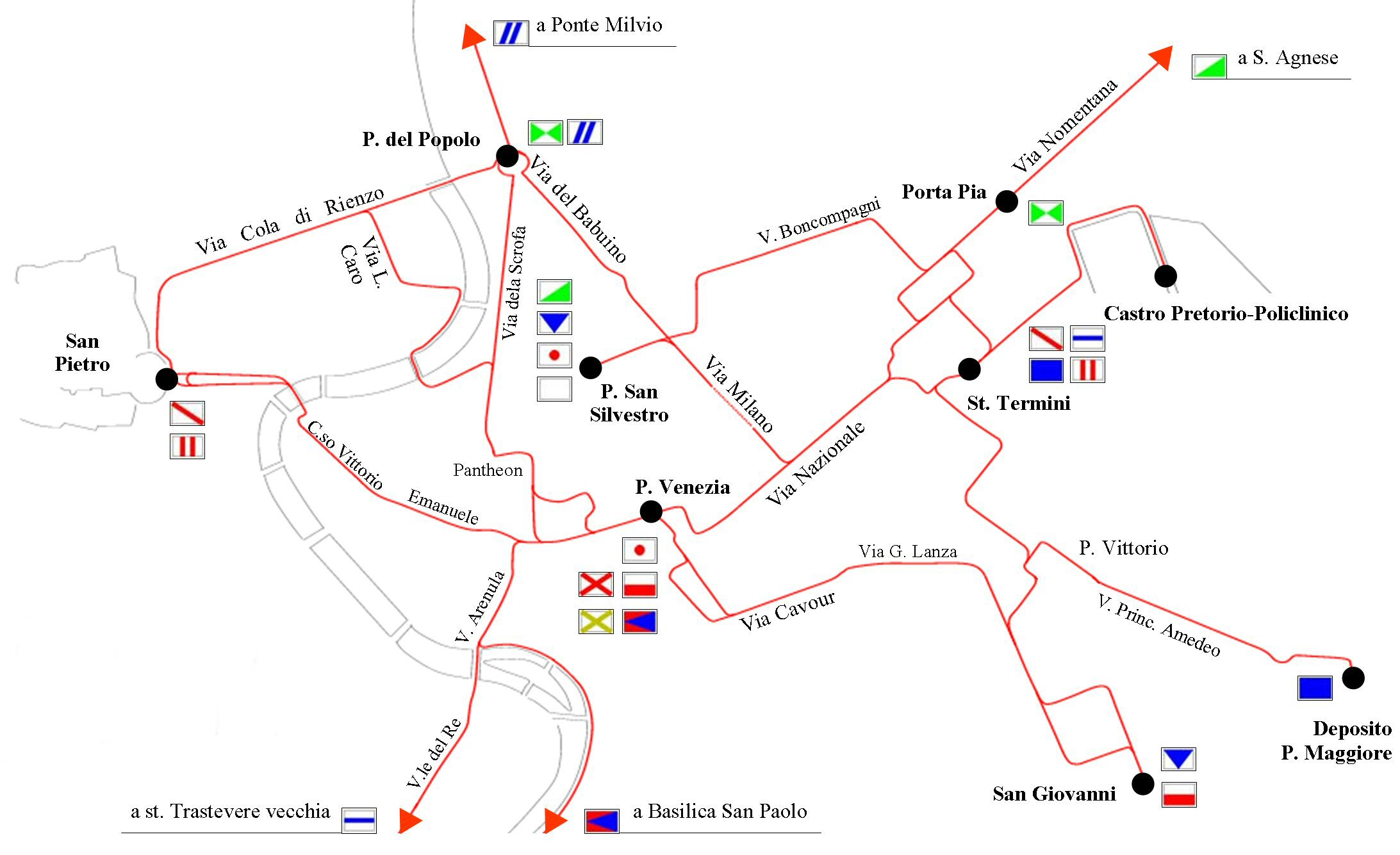
Estensione della rete tranviaria della SRTO nei primi mesi del 1904, al completamento dell'elettrificazione

Il primo autobus di Roma, costruito dalla ditta inglese Thorneycroft sullo stile dei veicoli d'oltremanica.

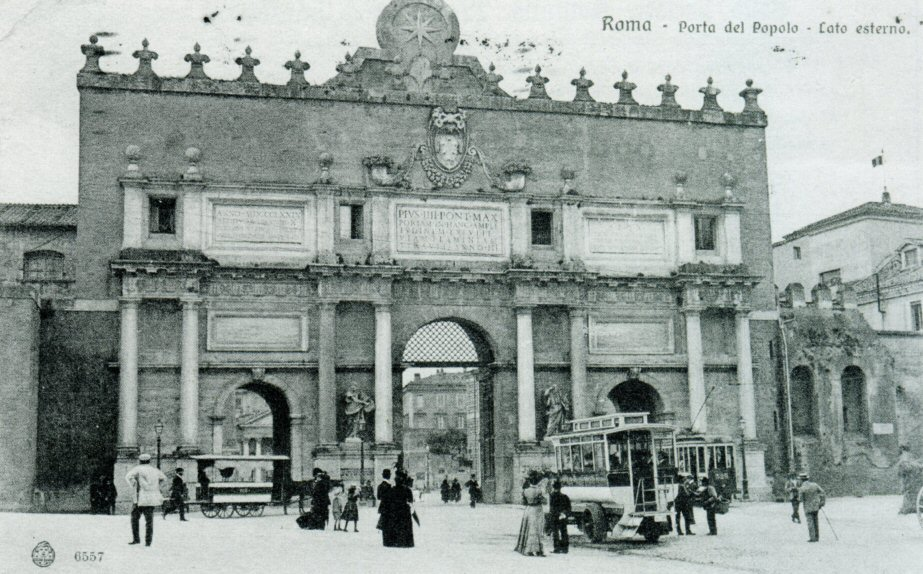
L'autobus Scheibler dotato di carrozzeria della ditta italiana Nobili a Porta del Popolo

Con la Termini-San Silvestro prende il via l'elettrificazione della rete tranviaria, che si completa nel 1904 con l'eliminazione della trazione ippica dalla linea della via Flaminia. Il consolidamento della rete è coevo a una progressiva decadenza del servizio. Nei primi anni del novecento il servizio tranviario della SRTO comincia infatti ad apparire scadente come gran parte del suo parco rotabile. I consistenti capitali che la Società ha investito nell'esperimento della prima elettrificazione tranviaria di Roma, nella costruzione di vari impianti di alimentazione elettrica alternativi al filo aereo, ed ancora la compartecipazione all'appalto per la costruzione del tunnel di via Milano, non hanno prodotto alcun utile significativo, ed anzi la situazione economica appare sempre più compromessa dai debiti contratti col sistema bancario. A farne le spese sono naturalmente le tariffe. A Roma il costo del biglietto è infatti molto più alto che in qualunque altra città italiana: si pagano dai 15 ai 20 centesimi, a volte anche cifre maggiori, contro una media nazionale che non supera i 10 centesimi, e questo non per semplice lucro della Romana. Il problema nasce dalla natura dei rapporti con il Comune di Roma, regolati dalle convenzioni cui si è accennato precedentemente, ed in particolare dalle clausole che consentono all'Amministrazione di imporre cambiamenti nel sistema di alimentazione o modificazioni alla rete a spese esclusive della società.

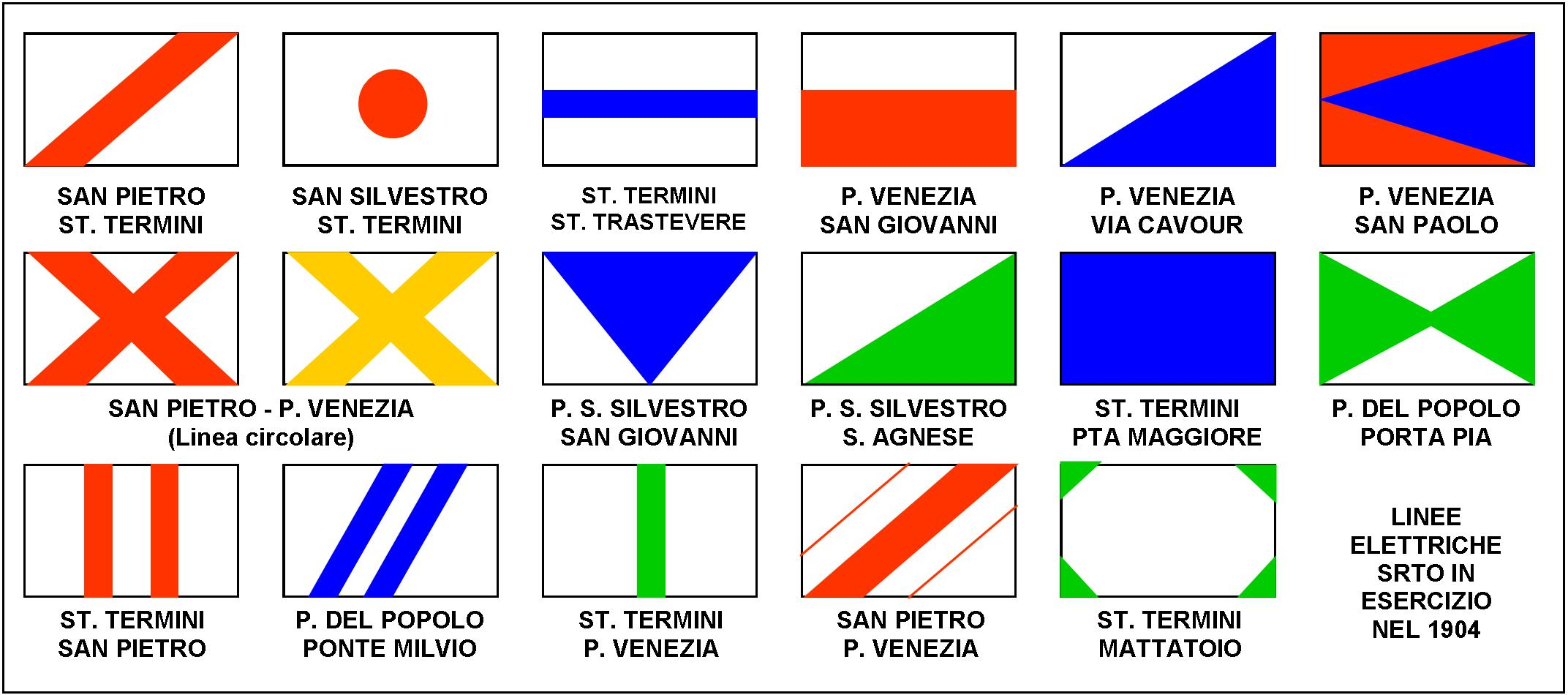
Linee elettriche in esercizio nel 1904. I cartelli colorati furono introdotti per favorire gli analfabeti

A rete tranviaria completamente elettrificata, peraltro, la SRTO deve onorare l'impegno di eliminare del tutto la trazione ippica, cessando l'esercizio delle residue linee di omnibus. A tal proposito vige una clausola di una convenzione aggiuntiva sottoscritta nel 1897; «Aprendosi all'esercizio una linea di Tramways sarà abolita la corrispondente linea di Omnibus della Società contraente. Completata poi la rete dei Tramways, o anche prima se il Municipio lo giudicherà opportuno, si procederà, d'accordo con la Società, ad una revisione delle linee di Omnibus non abolite, per coordinarne gli itinerari col servizio dei Tramways e in relazione ai bisogno del pubblico».

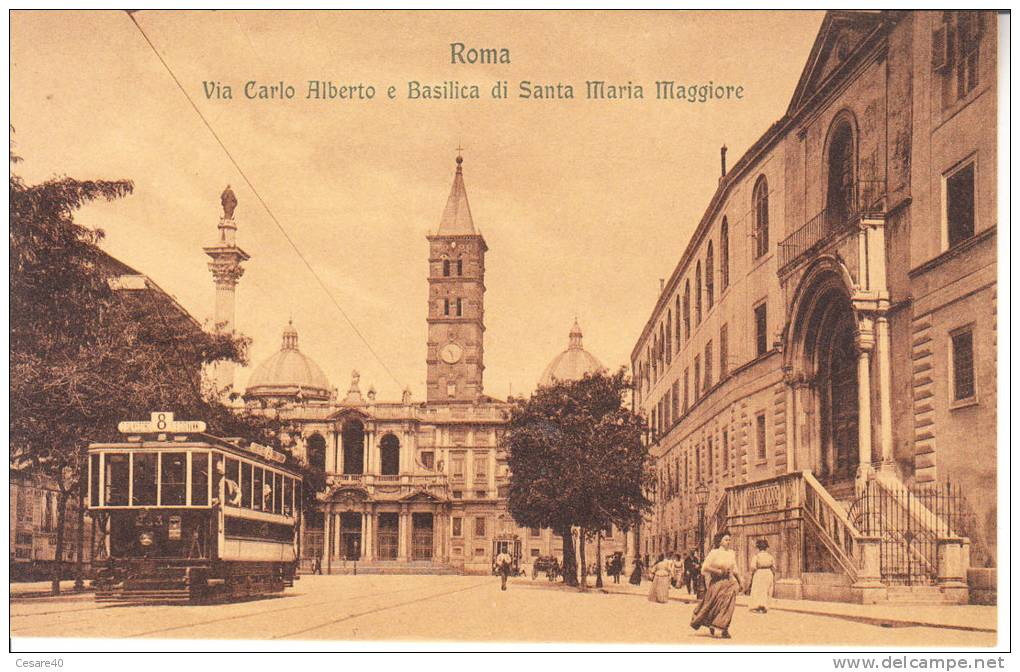
Vettura elettrica SRTO della prima fornitura (1895-1897)

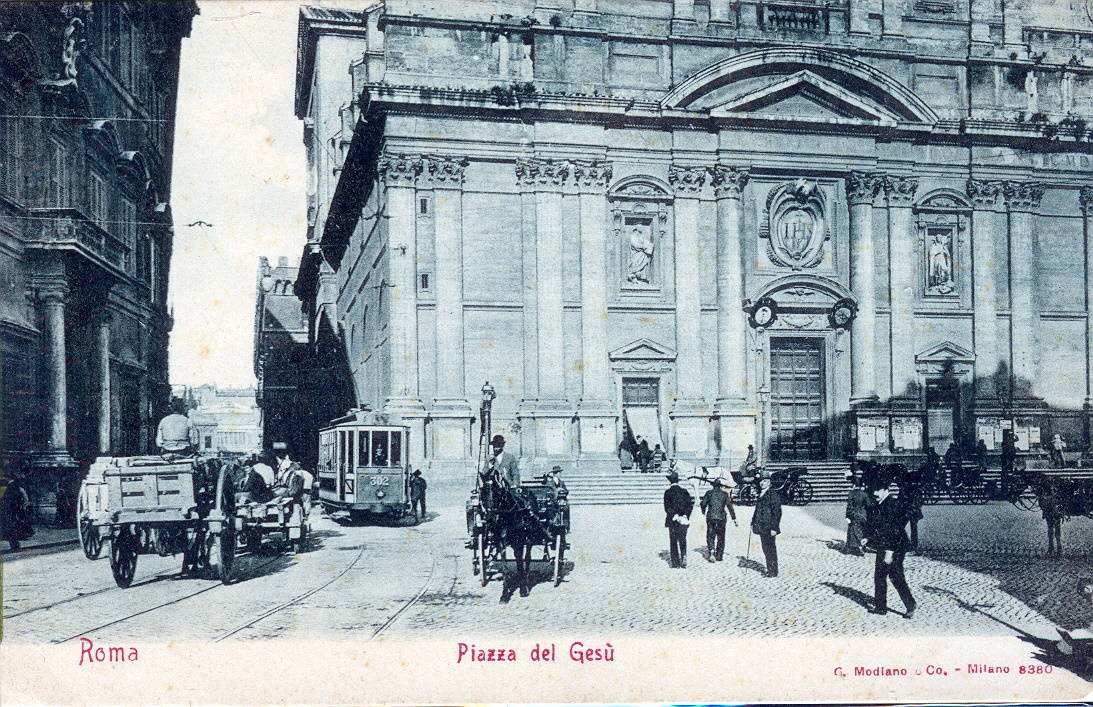
Vettura elettrica SRTO della seconda fornitura (1903-1904)

La società deve eliminare quanto rimane degli omnibus a cavalli, la cui concessione scade il 22 dicembre 1912 senza possibilità di proroga ma in luogo di studiare ampliamenti della rete tranviaria su percorsi in gran parte inadatti alla posa del binario, decide di sperimentare l'esercizio di vetture autobus, assumendo una partecipazione nella Società romana per l’esercizio e la costruzione di veicoli automobili ed affini, emettendo 15 000 obbligazioni da 250 lire sottoscritte per gran parte dalla BCI.
Sono impiegate quattro vetture, tutte di costruttori stranieri, con due carrozzerie fornite a prezzo di favore dalle imprese Tabanelli e Nobili, eventualmente interessate a costruirle in pianta stabile. Come pure si evince dalle foto riprodotte a lato il tipico veicolo dell'epoca è un antenato rudimentale dell'autobus vero e proprio. I suoi costi di gestione oltremodo alti, in particolare per la benzina (65 litri per 100 km ad un prezzo equivalente a circa 6 euro al litro attuali) e il continuo ricambio degli pneumatici (1500 lire per un treno di sei gomme, il cui ricambio è praticamente quotidiano in barba alle garanzie del fornitore), portano ad un rapido abbandono di tale esercizio, effettuato in pianta stabile su tre itinerari dal 1907 al 1910, con un ulteriore gravame di debiti sui già incerti bilanci della società (tra i quali quasi due milioni di lire per debiti contratti coi fornitori di carburante e ricambi onorati con difficoltà nel 1914).
(Il Messaggero, 27 luglio 1905)

## La municipalizzazione della rete

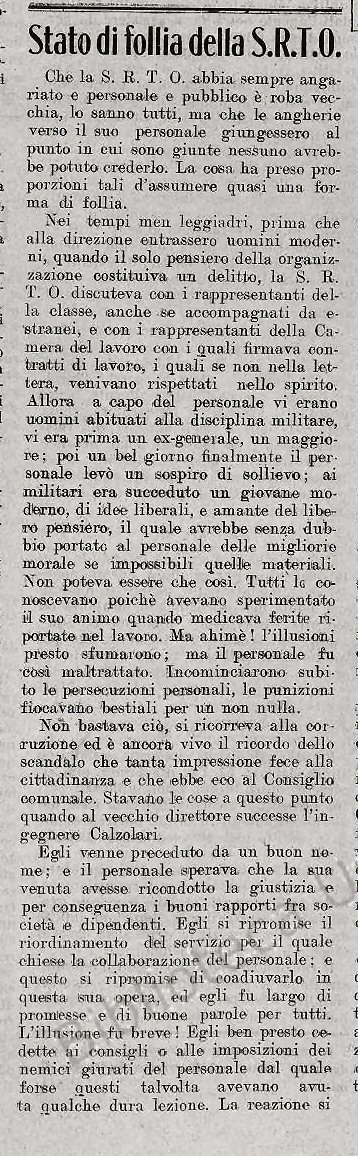
Polemiche contro la SRTO nel periodico Il tramviere italiano

Sommando alle 15 000 obbligazioni ora citate l'emissione di quelle che hanno finanziato la tranvia Termini-San Silvestro e tre emissioni straordinarie seguite alla vittoria dell'appalto del traforo (circa 25 000), la SRTO si trova nel 1910 ad onorare circa due milioni di lire di interessi su un fatturato totale che supera di poco i cinque. L'andamento economico societario, tuttavia, prospera grazie ai privilegi del monopolio. La cessazione della trazione ippica avrebbe dovuto infatti portare a una riduzione delle tariffe, ciò che però non avviene. La riduzione avrebbe comportato un aumento dei viaggiatori trasportati e la società non può permetterselo, dal momento che ai maggiori introiti corrisponderebbero nuove imposizioni vessatorie da parte del comune. D'altra parte, anche volendo non è possibile aumentare la capacità di trasporto dalla rete, poiché le vetture in uso (dotate di un freno manuale azionato a forza di braccia del conducente), non sono adatte al traino di rimorchi per le disposizioni meccaniche ed elettriche antiquate, come l'incidente della vettura 310 può far capire.

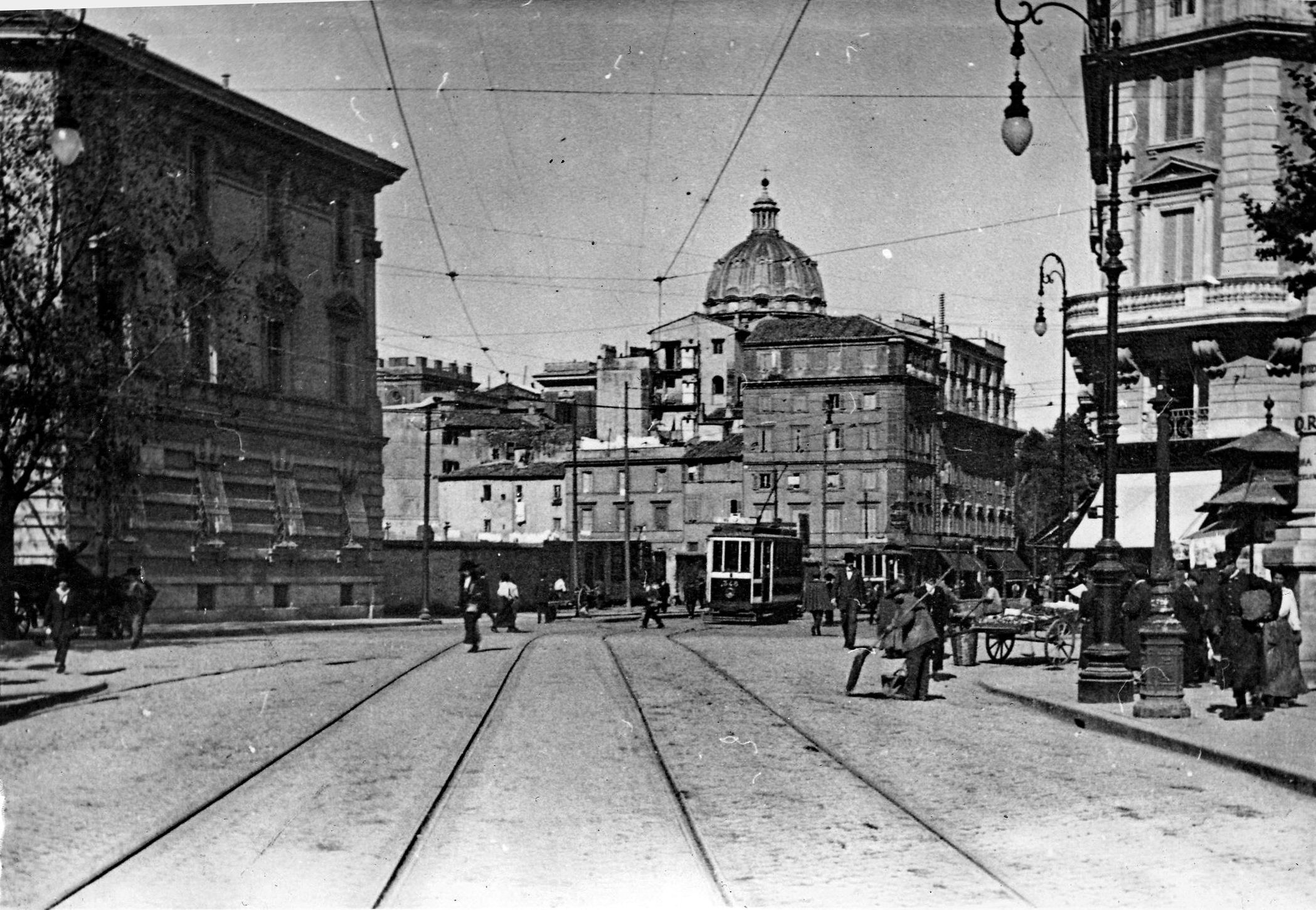
In via Arenula è stato demolito l'isolato dove si costruirà il Ministero di Grazie e Giustizia

Il comune, incalzato dalla stampa, dai reclami dei cittadini e, prima ancora, dall'opposizione di sinistra guidata da Ernesto Nathan fin dal 1895, dopo aver temporeggiato per mesi (avendo chiuso ben più di un occhio sulle mancanze della romana, naturalmente perché il suo primo interesse erano le rendite del servizio), si trova costretto ad inviare alla società un richiamo ufficiale da parte dell'Ufficio Tecnologico comunale, datato 1 gennaio 1906:
- binari troppo leggeri, montati su una sottostruttura in legno e profilati di alluminio, incompatibile con la pesantezza delle vetture e che porta allo sconvolgimento del manto stradale e dei sampietrini;
- insufficienza della rete elettrica, dotata di condutture di alimentazione e ritorno insufficienti e in precarie condizioni, sia di manutenzione che di ancoraggio agli edifici;
- la mancanza totale di freno ad aria ed elettrico sulle vetture; marcia delle stesse soggetta a forti vibrazioni, aggravata dalla scomodità dei sedili non ribaltabili a seconda del senso di marcia;
- mancanza di regolazione nelle partenze dai capilinea e nella circolazione, con un numero di vetture insufficiente alla bisogna e sottodimensionato rispetto ai quantitativi indicati nei capitolati (una media di 150 contro le 228 stabilite nei contratti), ulteriormente aggravato dai periodi di fermo prolungati in deposito per le condizioni in cui sono tenute.

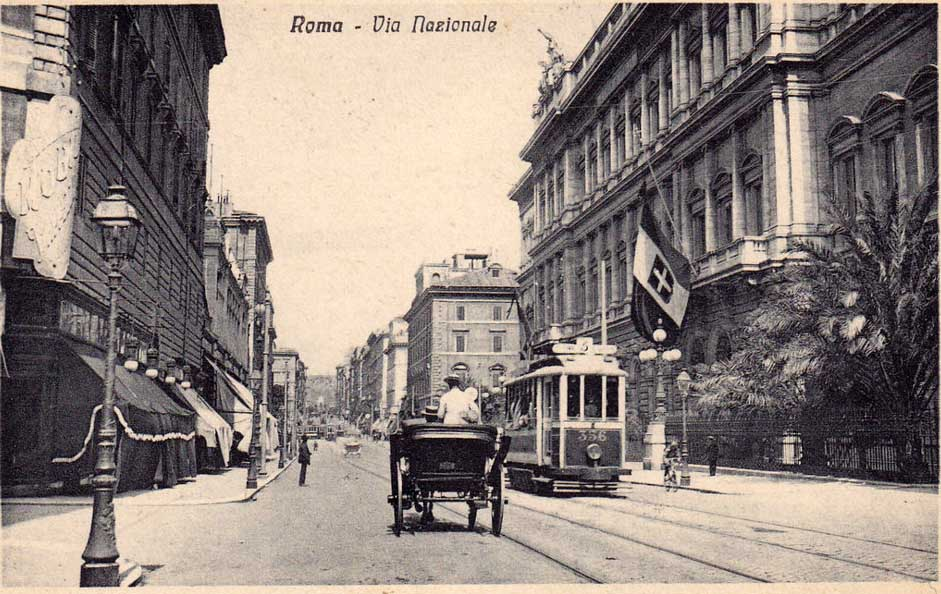
Una delle dieci vetture costruite dalla Ringhoffer

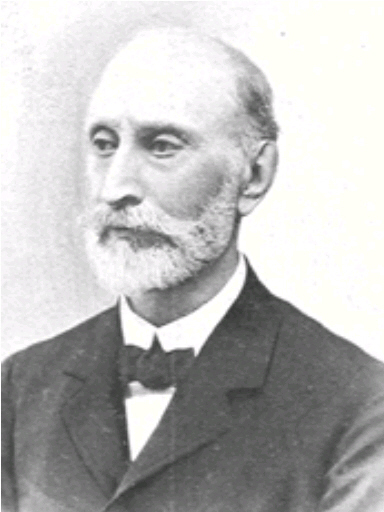
Il Sindaco Enrico Cruciani Alibrandi, cui si deve il richiamo ufficiale alla SRTO del 1 gennaio 1906

La società reagisce sdegnata, difende la superiorità dei suoi sistemi ed accusa il comune di essersi fatto portavoce della stampa progressista, dimentico delle migliaia di obbligazioni ancora circolanti emesse per sua imposizione. Facendo leva sul ruolo avuto nello sviluppo della rete (e quindi della città), minaccia ricorsi contro qualsiasi azione mirata ad attentare al suo monopolio sulla rete, dichiarando che un qualsiasi altro concessionario «non potrebbe altrimenti provvedere ai bisogni della capitale con la stessa cura, messa a punto in tanti anni di amorevole dedizione». Per dare un colpo al cerchio e uno alla botte la Giunta Comunale bandisce una gara per aggiudicare l'ampliamento della rete, chiusa il 31 dicembre 1906. Le proposte sono numerose, partecipa ovviamente anche la SRTO, ma nessuna viene accettata per l'esosità delle condizioni richieste. Riferendo al Consiglio Comunale l'assessore ai servizi tecnologici fa presente che da questo punto di vista le società private sono tutte uguali, tutte legate al profitto prima che al bene del servizio, e per la prima volta un esponente della maggioranza accenna alla possibilità di far ricorso alla legge n. 103 del 1903 per la municipalizzazione dei pubblici servizi. La Romana, a sua volta, pur sostenendo che il freno a mano vale quanto quello ad aria, fa costruire dalla Ringhoffer di Praga dieci motrici più moderne. Sono dotate di freno ad aria ed elettrico, di pattini elettromagnetici per la frenatura di emergenza e di sedili ribaltabili, con la cassa che poggia sul truck a mezzo di molle a balestra, a tutto vantaggio della stabilità.

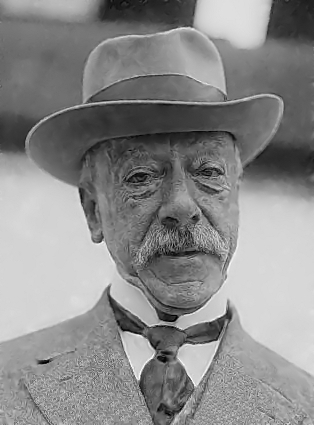
Ernesto Nathan

L'idea della municipalizzazione, più volte ventilata, spesso usata come arma di ricatto per ricondurre la SRTO al rispetto dei contratti si traduce in realtà con la schiacciante vittoria del Blocco del Popolo capeggiato da Ernesto Nathan, che nel suo programma ha espressamente annunciato la municipalizzazione del servizio tranviario e della rete elettrica. Della giunta “bloccarda” è chiamato a far parte Giovanni Montemartini, il teorico delle municipalizzazioni per antonomasia, nuovo assessore ai servizi tecnologici. Il suo programma lo ha già messo nero su bianco da tempo e prevede «la creazione di un sistema di concorrenza. E non si intenda l'espressione nel senso di creare alcune linee concorrenti ad alcune altre linee della società concessionaria. Quando di fronte alla società concessionaria possiamo contare su un sistema tramviario già pronto, già in funzione, che può assumersi i futuri sviluppi delle linee redditizie, che può sottentrare sulle linee provvisoriamente concesse alla società, che può giovarsi di tutti i vantaggi contestuali che resterebbero lettera morta, senza la effettiva possibilità di tradurli molto, quando possiamo disporre di un tale sistema abbiamo creata la vera forza concorrente che molesta e limita immediatamente le concessioni avvenute.»

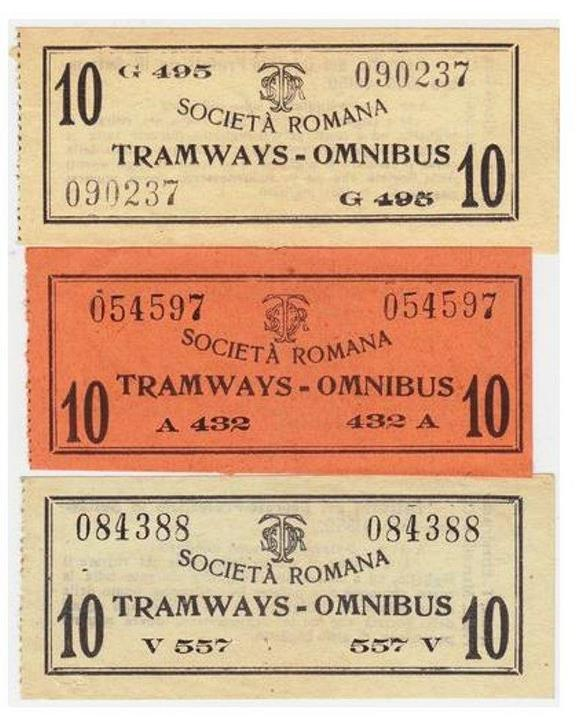
Biglietti della SRTO

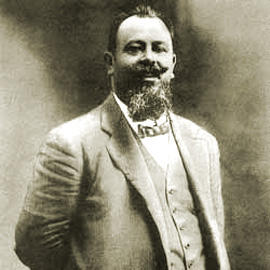
Giovanni Montemartini, il teorico italiano delle municipalizzazioni

Per Montemartini il punto da affrontare con maggior prudenza è quello del riscatto, perché «nelle condizioni attuali, in cui la società tramviaria si presenta come una società monopolista, che ha raggiunto nell'impiego del proprio capitale di impianto e di esercizio redditi tali che rappresentano i punti più raffinati del monopolio [...] costituirebbe un vero regalo alla società, il pagamento non di un impianto industriale, ma di un monopolio [derivante] dalla concessione senza il corrispettivo dei vantaggi economici inerenti ad un vero e proprio impianto industriale»
L'idea è quella di spingere la SRTO a cedere la propria rete attraverso un accordo che eviti di dover pagare i cosiddetti lucri cessati. Il Comune, mercé i vincoli contrattuali in corso, dovrebbe infatti onorare il riscatto al valore di mercato, deducendo una quota di deperimento per impianti e rotabili, ma dovrebbe anche cedere a chissà quali pretese per la revoca anzitempo delle concessioni. Nulla impedirebbe alla Romana di accampare diritti veri o presunti di mancato ammortamento del proprio capitale industriale, che non potrebbero quantificarsi se non a prezzo di un lungo contenzioso legale, per poi ottenere, tirate le somme, il valore reale, a moneta corrente, di materiale antiquato ed attrezzature malridotte. Non potendo reggere in alcun modo la concorrenza delle linee municipali, specie sul fronte delle tariffe, la società corre ai ripari approntando una serie di ricorsi presentati da vari personaggi e con una citazione del comune in tribunale, che hanno l'effetto di ritardare ma non bloccare l'attivazione della rete tranviaria municipale, che prende il via il 21 marzo 1911 con l'attività dell'appositamente fondata Azienda Autonoma Tramviaria Municipale.

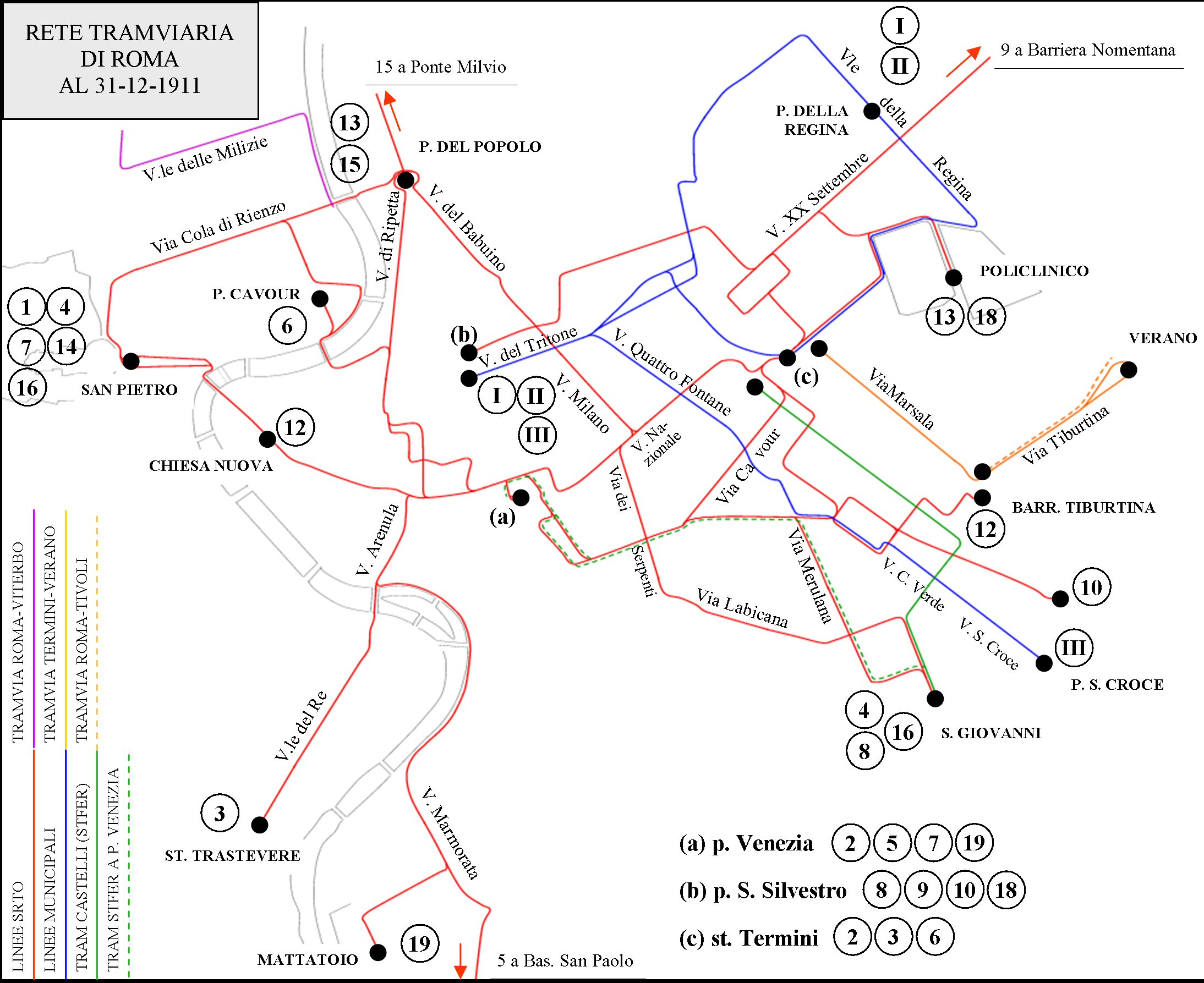
La rete nel 1911. Le linee municipali, indicate in blu, sono inizialmente contraddistinte da numeri romani. I cartelli colorati della SRTO sono stati sostituiti coi numeri dal 1º aprile 1908

Il servizio municipale prende il via con grande successo di pubblico, seppure con diversi ritardi e qualche inconveniente. Per motivi che i documenti disponibili non dicono la costruzione del deposito “Porta Salaria” in piazza Caprera è stata rinviata e in fretta e furia si è dovuto ripiegare per un impianto provvisorio a piazza S. Croce, a ridosso delle mura Aureliane, peraltro ben lungi dall'essere completato. Le 35 vetture vanno soggette ad alcuni inconvenienti all'apparato frenante, anch'essi non meglio precisati ma che dovrebbero essere all'origine dell'impossibilità di trainare i 12 rimorchi, tenuti fermi nell'area ancora scoperta del deposito con problemi per l'esposizione alle intemperie. A salvare la situazione sono i conti del primo consuntivo. I ricorsi fatti presentare dalla SRTO, che prevedevano esagerata la previsione di un ricavo di 0,55 lire per km/vettura sono sconfessati da un introito di 0,80 lire per i primi mesi, ridotto a 0,72 con l'immissione in servizio di ulteriori vetture, l'esercizio dei rimorchi e l'introduzione dei primi abbonamenti. Il pieno successo tecnico ed economico del servizio municipale, peraltro, si ravvisa in una certa inquietudine che traspare nella relazione allegata al bilancio SRTO per il 1911, chiuso con un incasso totale di 7 513 011 lire, del quale 983 816 risultano quale compartecipazione del comune sugli utili lordi. A conti fatti i primi nove mesi di concorrenza municipale consentono la distribuzione di dividendi totali per circa 720 000 lire. L'utile netto risulta di 710 215 lire, e «la tendenza alla riduzione del traffico su alcune linee, particolarmente la 13 e la 18, porta a ritenere che già con l'esercizio in corso potranno vanificarsi gli sforzi compiuti per recuperare le passività accumulate per le pretese vantate dal Municipio negli scorsi anni». Da parte sua l'ATM per una popolazione di 565 612 abitanti dichiara di aver trasportato 11 091 251 viaggiatori, con una media di 19 viaggi per abitante e un utile totale di 252 800 lire».

## La reazione della SRTO

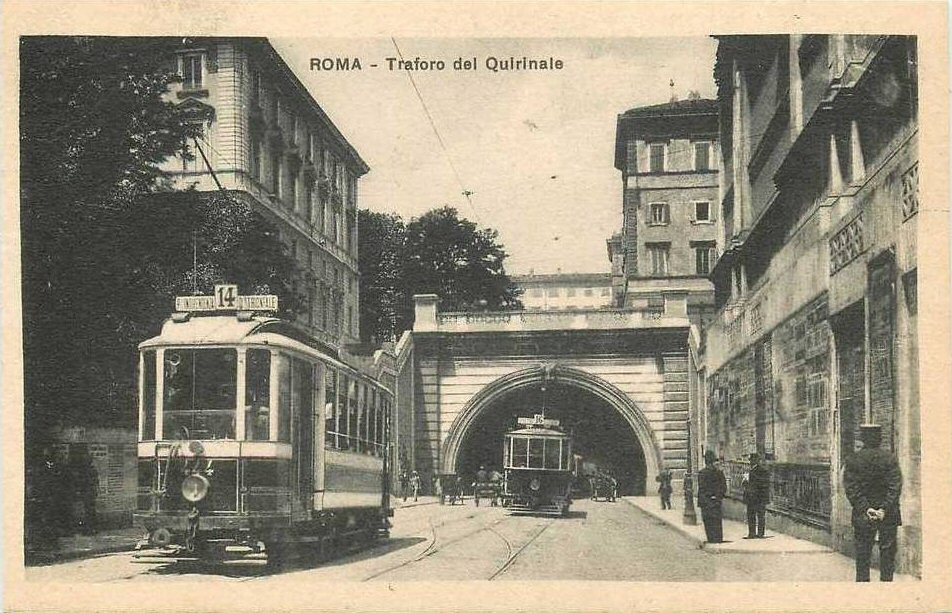
Le nuove vetture Westinghouse, fornite alla SRTO a partire dal 1908 e adatte al traino di rimorchi

Il successo di pubblico va a tutto scapito delle linee sociali 8, 9, 13, 14 e 18, con punte massime sulle linee in partenza da piazza San Silvestro, il cui itinerario per via della Mercede, via Capo Le Case, via Francesco Crispi è contiguo a quello municipale di via del Tritone, via San Basilio, via Piemonte. Più contenute, ma non per questo meno gravi, sono le perdite che si registrano sulle linee 10, 12 e 16 per la preferenza accordata dai cittadini alla linea di S. Croce. Per la SRTO, già oberata da pesanti interessi passivi, la situazione si fa difficile a causa di un pericoloso ribasso in borsa che ha, come logica conseguenza, problemi con le aperture di credito.

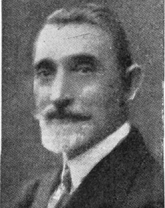
Il Senatore Carlo Esterle, uno dei maggiori imprenditori dell'industria elettrica italiana, azionista della SRTO in proprio e come membro di società partecipate, viene chiamato a presiedere la società dopo alcuni conflitti interni a causa dei tentativi falliti di bloccare le linee municipali. Dimessosi Luigi Cavallini, entra in carica nel 1914 sostituendo Gustavo Cavaceppi, i cui modi di interagire col personale in sciopero si erano rivelati esagerati anche per quei tempi.

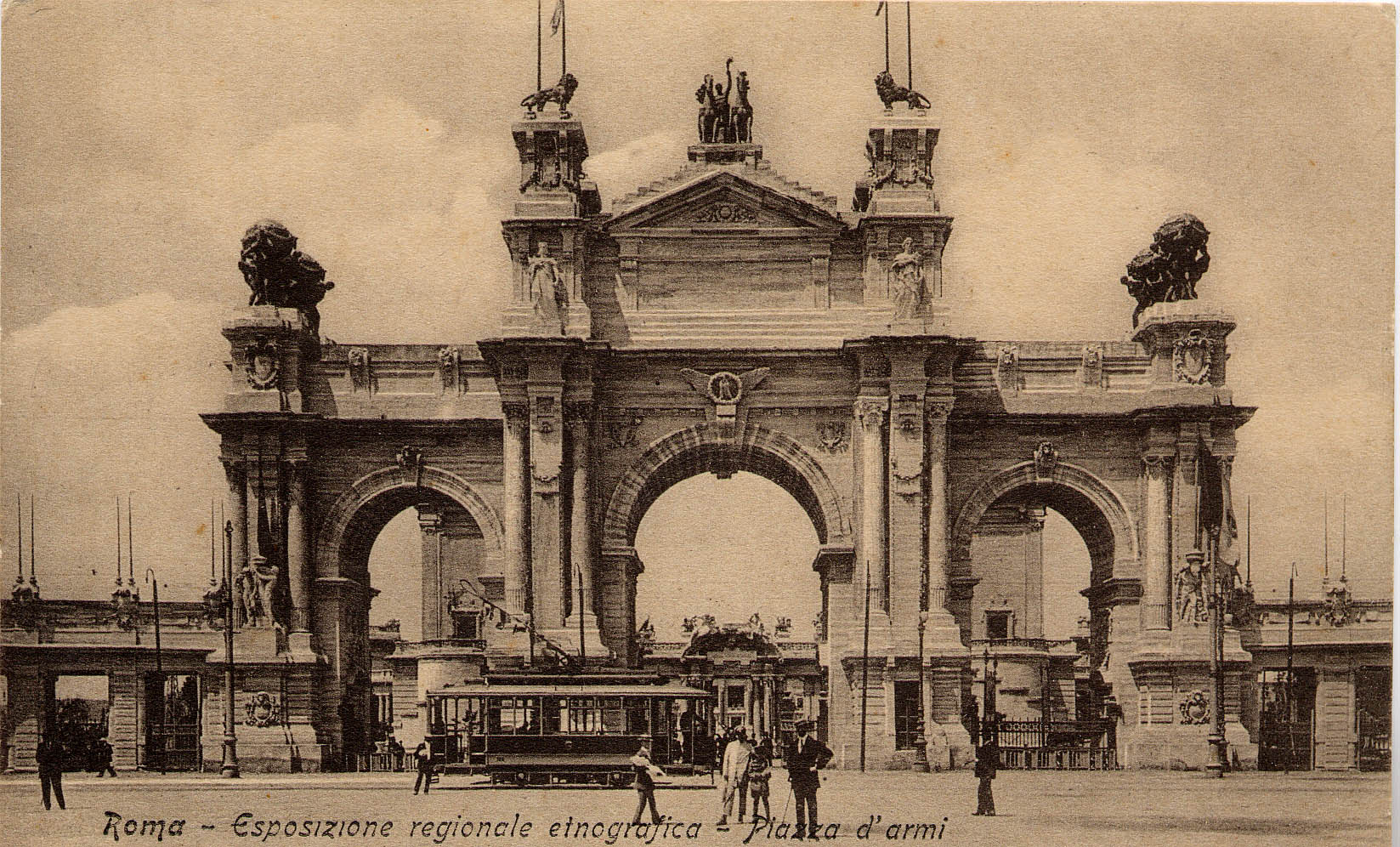
Vettura AATM all'esposizione di piazza d'Armi

L'affluenza superiore alle migliori aspettative costringe Comune e AATM ad anticipare i tempi dell'ulteriore ampliamento della rete e del parco rotabile. C'è in programma il servizio per gli eventi dell'esposizione nazionale per il cinquantenario dell'Unità d'Italia: mostra etnografica delle regioni in piazza d'Armi e mostra di belle arti a Valle Giulia, ma si rende anche necessario sussidiare la linea III largo Chigi-S. Croce a causa di problemi di esercizio sulla pendenza di via Quattro Fontane. Le 35 vetture municipali, che viaggiano forzatamente isolate, mal si prestano a soddisfare esigenze di traffico sempre maggiori. Viene quindi accelerata la costruzione di ulteriori 20 vetture ed altrettanti rimorchi, che possono entrare in servizio tra luglio e settembre del 1911, ma i collegamenti per le esposizioni non possono essere assicurati dalla sola ATM. Quest'ultima si limita ad esercitare due linee, da piazza Colonna a Valle Giulia e dalla stazione Termini a piazza d'Armi. Il grosso del servizio, per un totale di quattro linee su sei, è giocoforza concesso alla SRTO, che in tale occasione mette per la prima volta in circolazione i rimorchi a terrazzini appena acquistati al traino delle vetture Westinghouse entrate in servizio a partire dal 1908 e costruite sullo schema dei tram Ringhoffer.

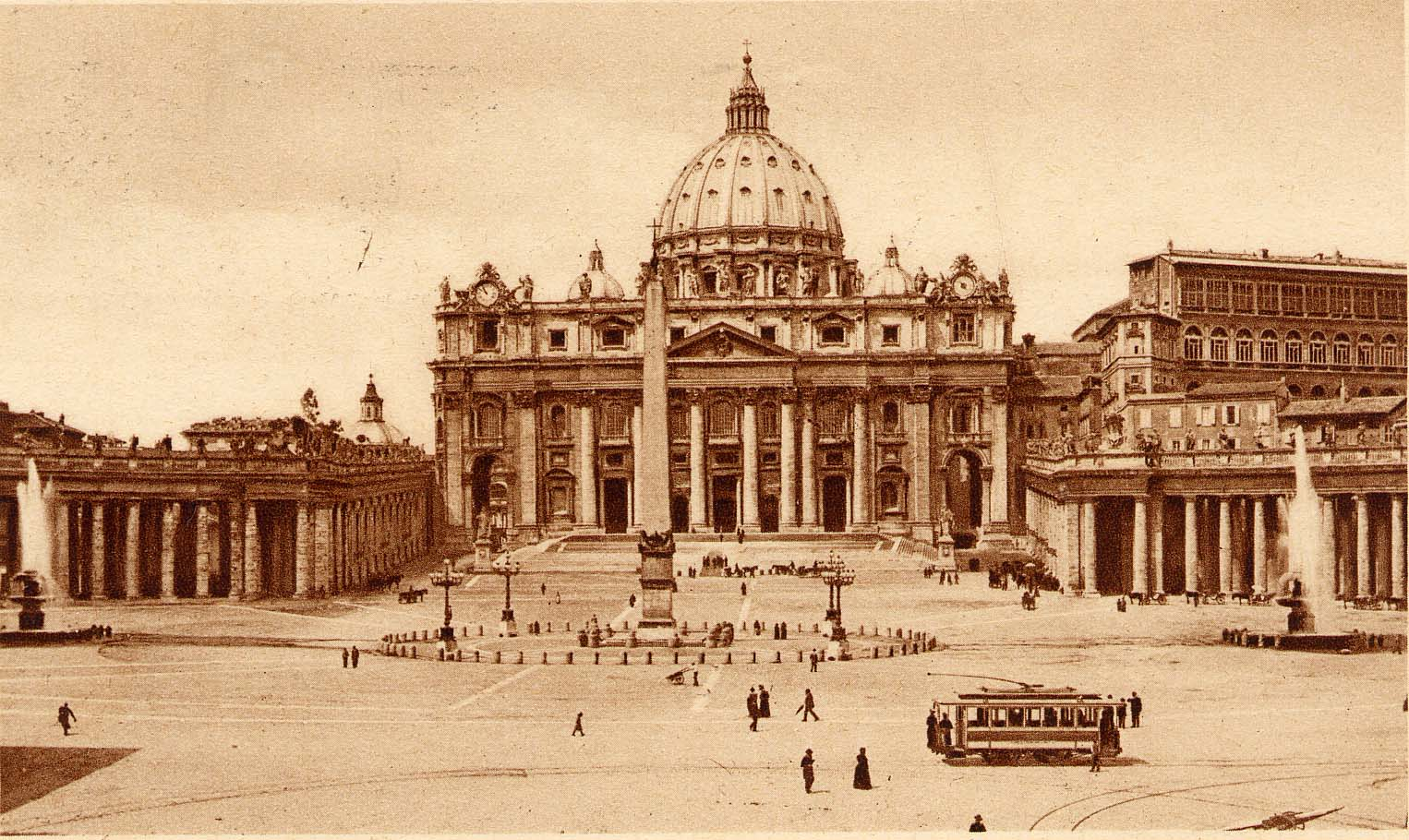
Tram SRTO a San Pietro

Il servizio si svolge regolarmente con le vetture dell'una che percorrono gli impianti dell'altra senza inconvenienti degni di nota. Questa inedita sinergia sembra dover preludere ad un miglioramento dei rapporti. Una conferma viene dall'attivazione della prima linea municipale sussidiaria, attivata dal 2 marzo 1912 da piazza Colonna con percorso allungato verso la stazione Termini, l'uso dei binari SRTO fino a via Carlo Alberto e ritorno sul normale itinerario municipale da piazza Vittorio per via Conte Verde. Le fonti consultate non accennano ad alcuna trattativa, né alle assurde pretese che la società di solito avanza perfino per rispettare i contratti. Se questa rinnovata intesa c'è stata non può che essere legata all'ampliamento della rete municipale verso i «popolari quartieri di Prati di Castello e Porta Trionfale, i cui abitanti, sia a mezzo della stampa e sia a mezzo dei comitati rionali di miglioramento, facevano pervenire al Municipio insistenti reclami per aver adeguate linee tramviarie». La società teme infatti l'attivazione di una nuova linea da piazza Indipendenza alla Barriera Trionfale, deliberata dal Consiglio Comunale nelle sedute 29/31 luglio 1911, che andrebbe a tutto scapito di quanto ancora rimane proficuo del suo servizio, in particolare delle linee 14 e 18 (la cui concessione provvisoria sarebbe ritirata), 4, 7 e 16.

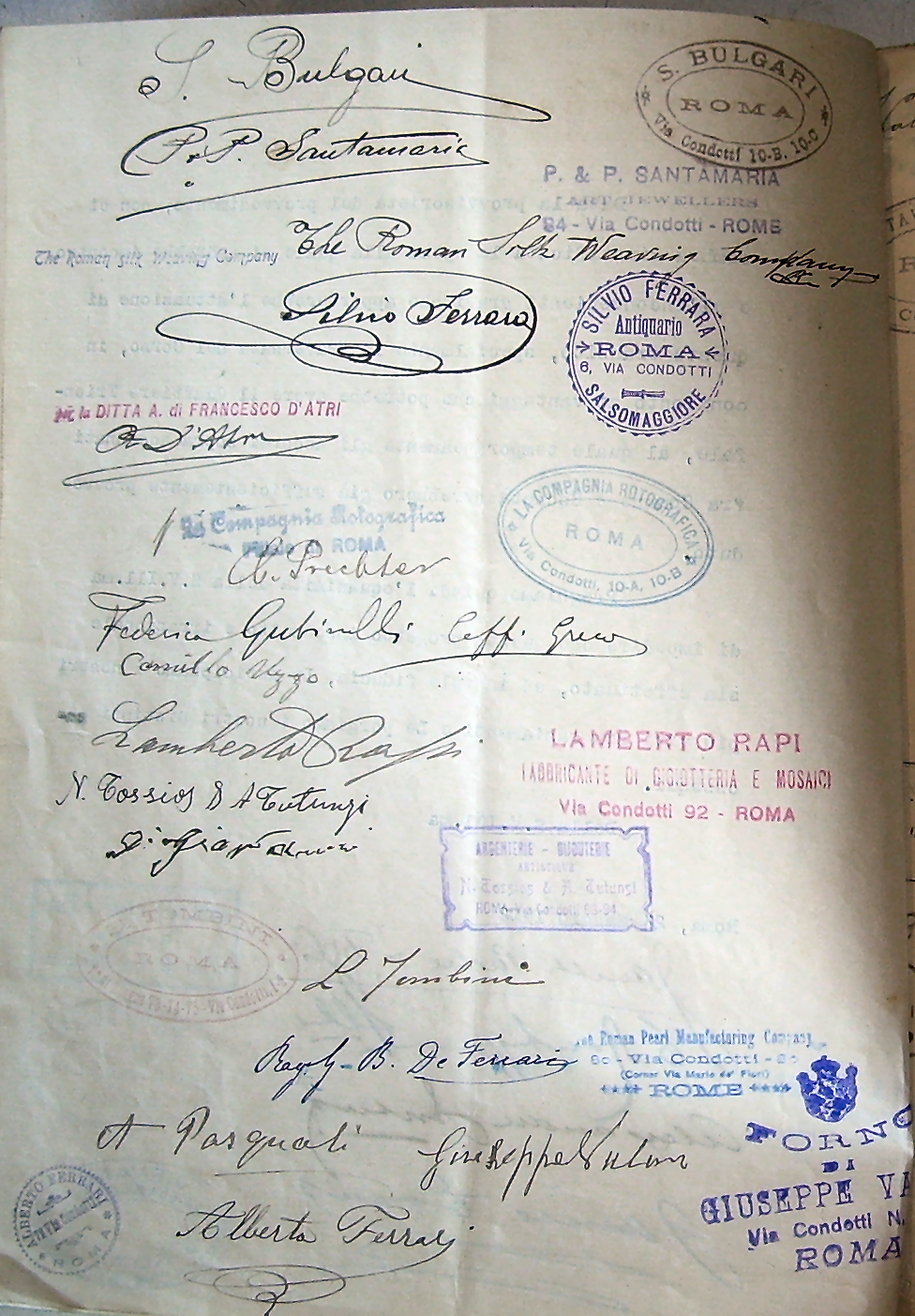
Alcune firme dei commercianti di via dei Condotti

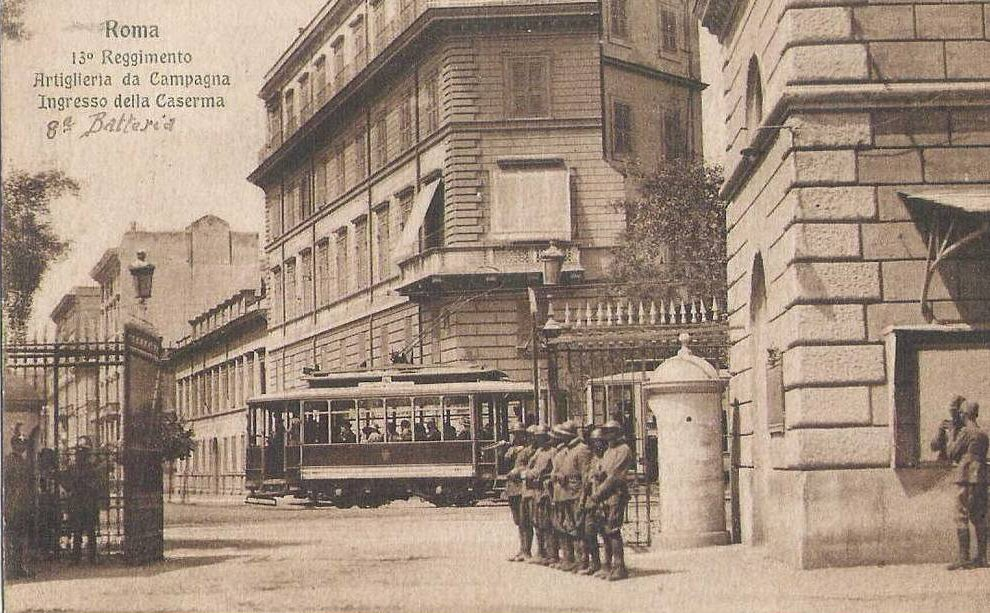
Una vettura AATM vista dalla caserma Macào svolta in via S. Martino della Battaglia

La nuova linea porterebbe a compimento il piano comunale di attuare un regime di concorrenza intollerabile per le linee sociali, al punto che la SRTO sarebbe costretta a cedere, come previsto, la propria rete centrale entro la fine del 1914. Per fermarla presenta un ricorso al Tribunale e si fa forza di una petizione dei commercianti di via dei Condotti, uniti in un comitato contro la posa dei binari nell'omonima via. Il vero scopo della Romana è ottenere la stabilità contrattuale per la linea 14, ma sta anche approfittando di una prescrizione relativa alla deviazione della linea municipale per via del Babuino, piazza del Popolo, ponte Margherita; se ottiene il suo scopo la comunanza di capilinea e la sovrapposizione d'itinerario con 14 e 16 bloccherebbero in via definitiva il piano del Comune. La Giunta strappa al Consiglio (sedute del 3 e 10 maggio), una non facile ratifica per la sola linea 14, ufficialmente per il primario interesse dei cittadini, in realtà per accollare alla società la spesa di un doppio binario che potrà poi usare in virtù dei contratti in vigore, ma l'idea di favorire il progetto in base a una riduzione di spesa è vanificata dalla citata petizione dei commercianti di via dei Condotti, presentata il 23 maggio.
Le modifiche entrano in vigore il 4 luglio, col nuovo impianto ancora da completare ed un capolinea provvisorio all'angolo tra via Leone IV e via A. Doria. Con un atto del tutto arbitrario la SRTO vi attesta entrambe le linee, e a nulla valgono le proteste del comune. La decisione della SRTO è avallata dall'autorità superiore poiché l'itinerario del 7 consente di sopprimere una delle ultime linee di omnibus, la piazza Montanara-Barriera Trionfale, la cui concessione andrebbe comunque in scadenza con la fine dell'anno. Il Comune è costretto ad incassare la sconfitta e deve anche rimangiarsi la revoca della linea 14, il cui servizio modificato comporta un notevole aumento di profitto; per non darla del tutto vinta alla Romana esercita però la facoltà di mantenere il regime della concessione provvisoria, riservandosi quindi la possibilità di farla sopprimere con deliberazione del Consiglio Comunale.

## La prima guerra mondiale

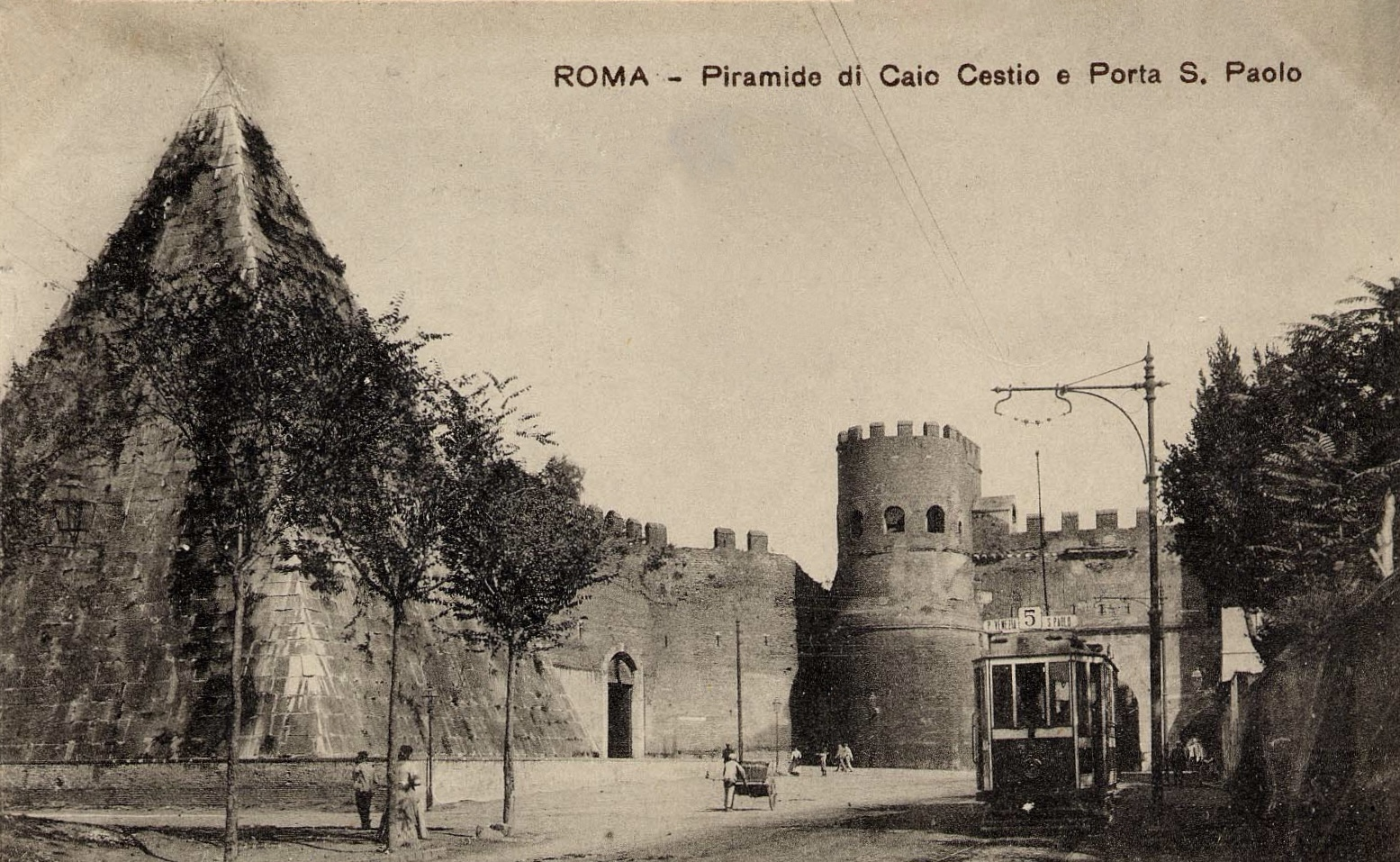
Porta San Paolo

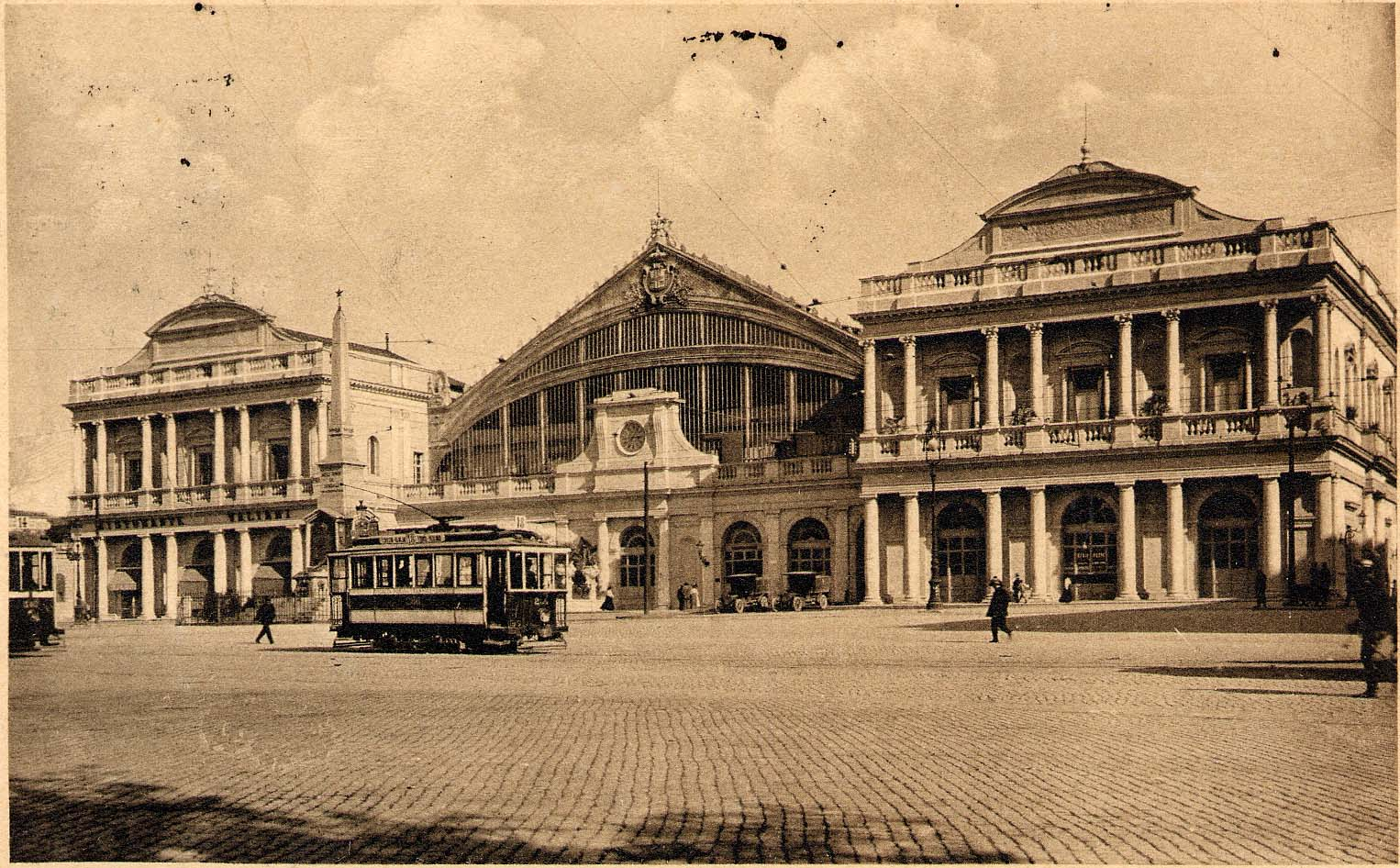
Stazione Termini

Nel 1913 la società ha presentato un grandioso progetto di “sistemazione ed ampliamento della rete tramviaria”. La proposta prevede la costruzione di nuove tratte – sia previste dal piano regolatore, sia ex novo – ma la società mette subito le mani avanti, dichiarando che potrà procedere solo «quando le fosse concesso il tempo necessario per potere annullare man mano gli effetti dei sacrifìci che dovrebbe sostenere per un esteso periodo di tempo, e che le consenta, inoltre, di assumere gl'impegni necessari per l'impiego dei capitali rilevanti che occorrono per estendere la rete tramviaria esistente».

Mappa del piano di riordino del 1913

La Romana chiede la proroga di tutte le concessioni fino al 30 giugno 1949, data di scadenza delle linee 15 e 16, offrendo in contropartita la proprietà «di tutti gl'impianti fissi, binari e condutture della rete sociale esistente» e l'impegno di consegnare «tutti questi impianti fissi in buone condizioni di manutenzione». La proposta offre «un prezzo di riscatto [stabilito anticipatamente] che il Municipio pagherà soltanto allo scadere della nuova concessione di esercizio e senza gravame d'interessi», ma la giunta comunale, che voleva vedere la SRTO elemosinare un accordo, tiene fede alla sua scelta di chiusura e non ritiene di doverla prendere nemmeno in considerazione.

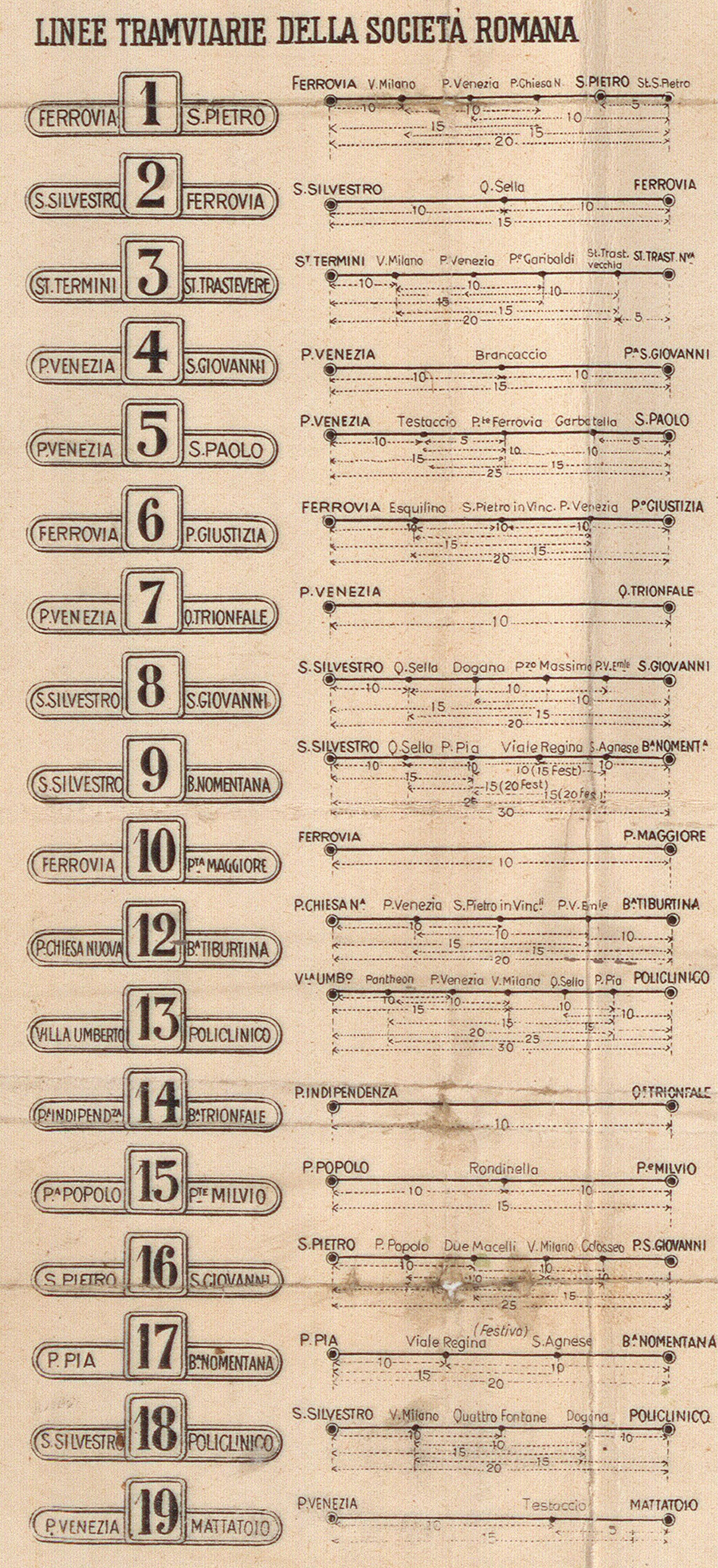
Le linee SRTO in esercizio nel 1916, elencate con le varie tratte tariffarie

La minoranza consiliare accusa il Sindaco di travisare il pensiero e l'opera dell'Assessore Montemartini (scomparso all'inizio dell'anno), ma dietro questo perentorio rifiuto c'è ben più che l'ampliamento della rete sociale. La SRTO si è infatti dichiarata «disposta ad assumere l'esercizio della ferrovia già progettata Roma-Ostia a condizioni da concordarsi e nel caso in cui gl'impegni già assunti dal Municipio non permettessero a quest'ultimo di trattare anche per la costruzione di quella ferrovia». Il dubbio è che tale richiesta, che pure è sostenuta all'interno della stessa Giunta dall'Assessore Paolo Orlando, porterebbe ad un sempre maggiore interesse per la linea ferroviaria a tutto scapito della rete urbana; tale sospetto è suffragato dalle condizioni economiche inusualmente vantaggiose per il Comune.

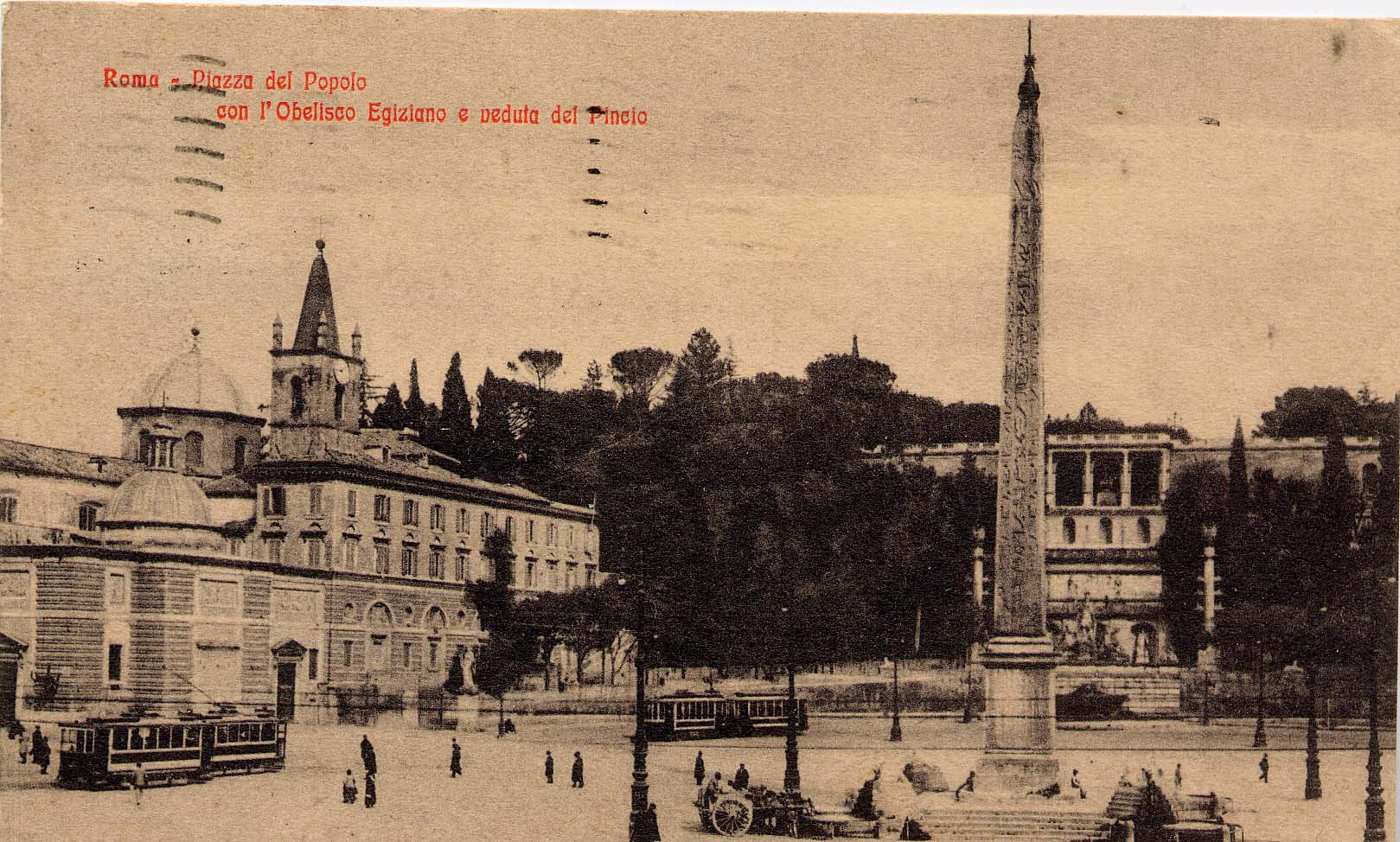
Tram SRTO in piazza del Popolo

Di certo c'è soltanto che senza il suo avallo non è possibile istruire la pratica presso l'autorità superiore, ma nessuno poteva prevedere lo scoppio della prima guerra mondiale, e men che meno il successivo intervento italiano nelle ostilità. Lo stato di belligeranza provoca un immediato aumento dei prezzi delle materie prime e una serie di provvedimenti che di fatto bloccano le forniture per entrambe le aziende. In modo particolare intervengono alcuni decreti dei Ministero della Guerra che vietano la profilatura delle rotaie e la vendita di rame da destinare alle linee aeree di contatto. Il Ministero dell’Agricoltura, Industria e Commercio, a sua volta, impone la riconversione della produzione industriale al primario interesse bellico, bloccando anche le commesse in corso.

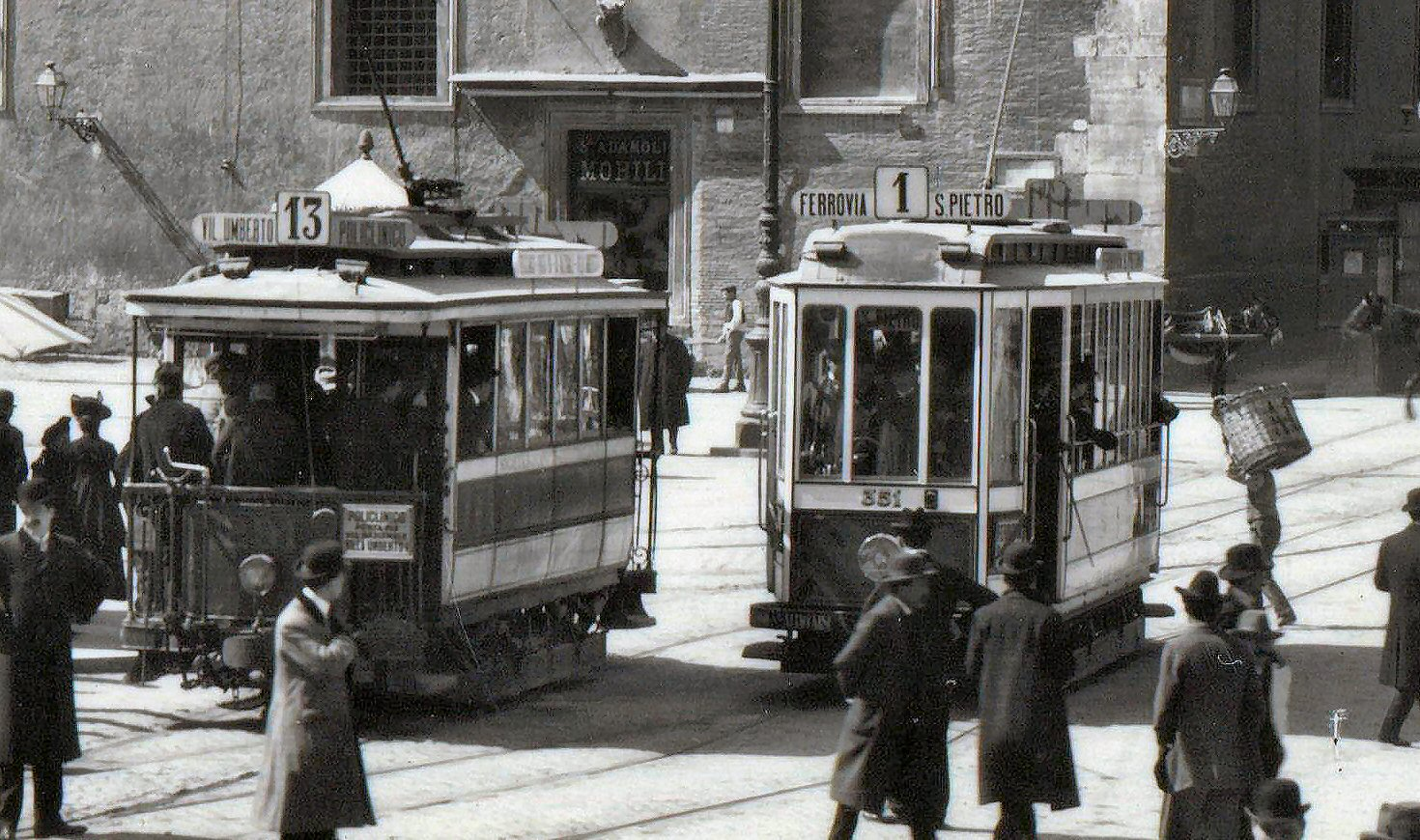
La fermata tranviaria di piazza Venezia. Sono state introdotte le tabelle coi numeri di linea ma le vetture continuano a portare in via transitoria i cartelli colorati

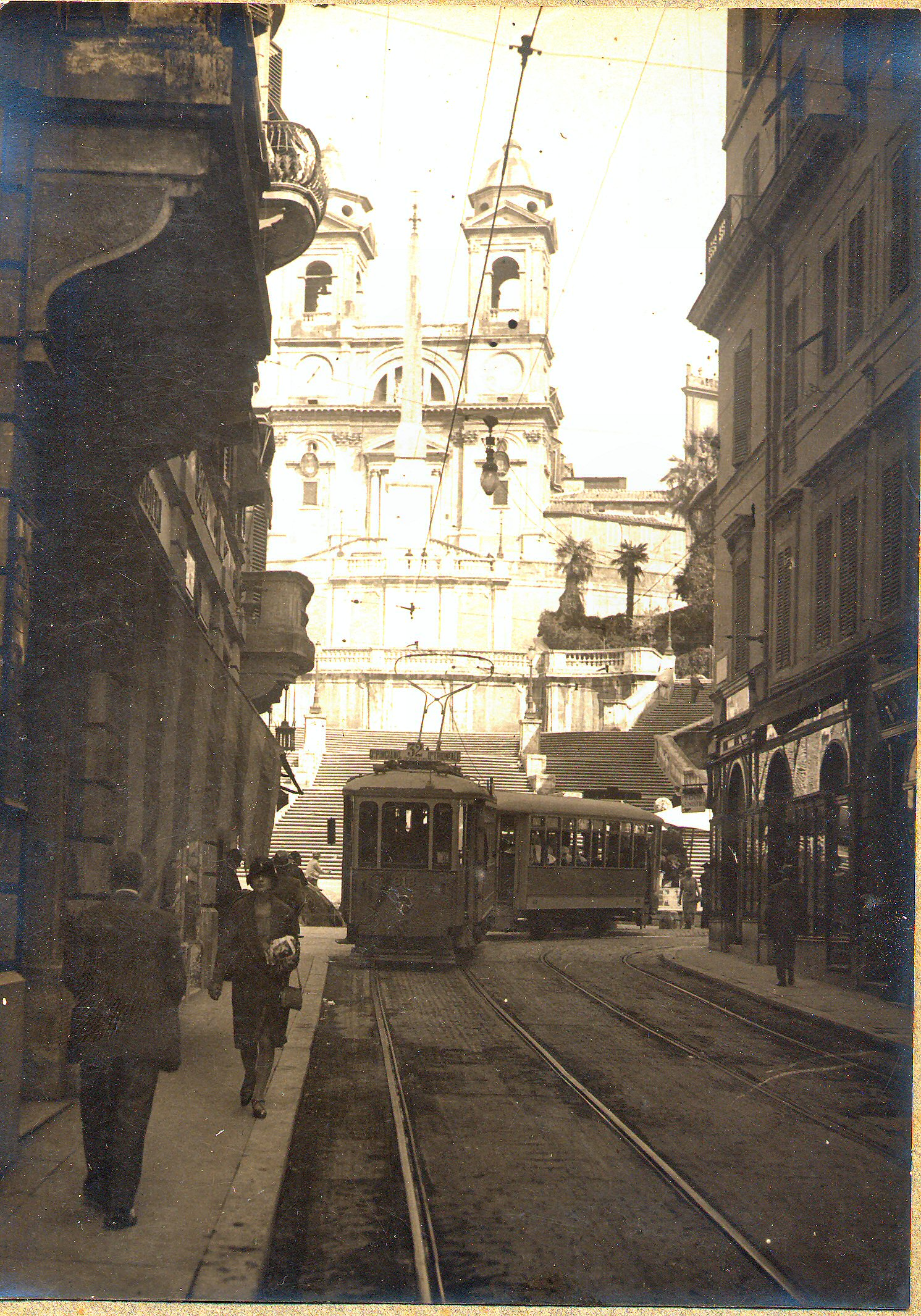
Binari e tram in via dei Condotti

Per la SRTO, che pure non si è mai fatta scrupoli nel tutelare i suoi interessi, la guerra è un'isperata ancora di salvezza, il pretesto per rivalersi sul voltafaccia del comune a favore delle linee municipali. Le basi di questa rivalsa sono poste nei primi mesi del 1914, quando in Comune siede il Commissario Prefettizio Faustino Aphel. Tra i sospesi lasciati dall'amministrazione Nathan c'è una proposta del 10 ottobre 1913. Venuta meno la possibilità di riscatto di una parte delle linee centrali, che si era previsto di effettuare entro il 31 marzo 1914, il Comune ha proposto alla Romana di cedere l'intera rete centrale, offrendo in contropartita una proroga a richiesta libera della società per quelle periferiche. La proprietà dei percorsi centrali è funzionale all'attivazione di nuove linee periferiche, ma la società vorrebbe invece assicurarseli, e non si lascia quindi allettare da una proposta che le consentirebbe di chiedere una consistente indennità di riscatto e una proroga che potrebbe giungere al 1949. Pressato dalle richieste che salgono dai quartieri non serviti il Commissario è giocoforza costretto a cedere alle pretese della società, e a tale scopo (anche per non perdere il capitale appena investito), il 10 giugno 1914 stipula una convenzione aggiuntiva che affida alla SRTO i tronchi municipali nel frattempo deliberati e in parte già costruiti dalla piazza D'Armi a Valle Giulia (linea 21 in partenza da piazza Venezia), e da San Pietro alla Madonna del Riposo (linea 24), concedendo altresì due prolungamenti per le linee 4 (da San Pietro alla Barriera Trionfale), e 6 (da piazza Cavour a via Fabio Massimo).
Le condizioni sono sempre le stesse (scadenza al 30 giugno 1920, compartecipazione agli utili al 12%), ma la concessione scatena furiose polemiche. Alle critiche della stampa e del pubblico l'Assessore Alberto Giovenale, successore di Montemartini dal 2 luglio 1914, risponde che «allo stato attuale la necessaria estensione del servizio tramviario verso la periferia non può attuarsi, se non collegando i nuovi percorsi municipali alle linee sociali. La SRTO si è dichiarata disponibile al transito delle carrozze municipali, a condizione che il comune si impegni al pagamento di un pedaggio». L'alternativa è «limitare il percorso delle nuove linee ai soli binari municipali, costringendo i cittadini a pagare un doppio biglietto», ed in ogni caso «si dovrebbe comunque pagare un pedaggio al concessionario per l'uscita e la rientrata delle vetture in deposito».
(Rivista dei Trasporti)

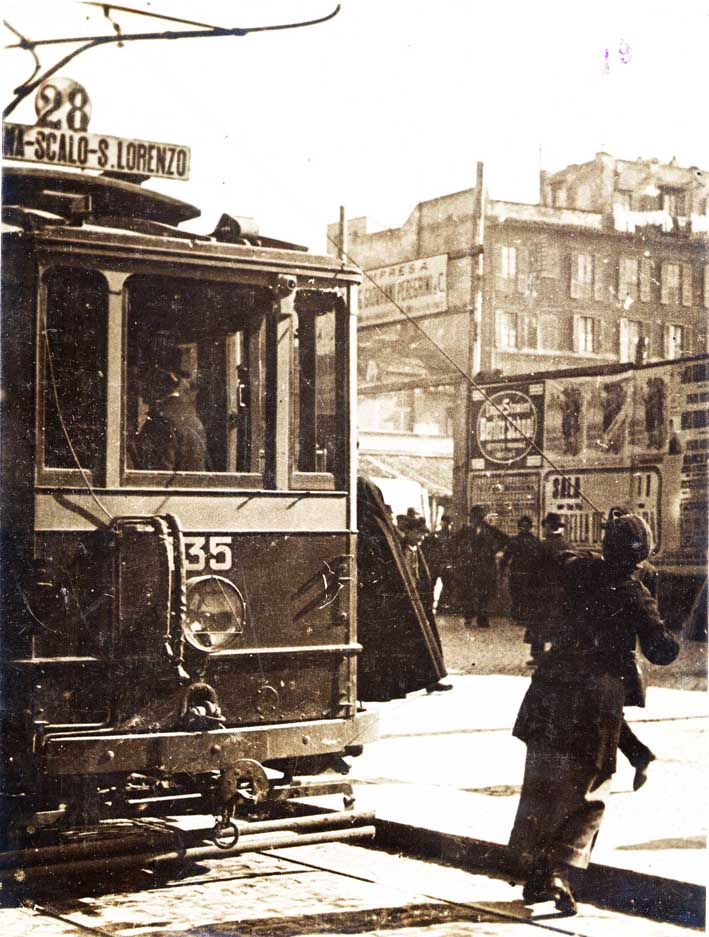
Col personale richiamato alle armi, la SRTO, prima azienda in Italia, mette in campo le donne alle mansioni di fattorino e due anni dopo le impiega anche nel difficile compito di conducente (difficile per l'uso sistematico del freno manuale che si faceva allora). Questa scelta comporta un grande sciopero dei tranvieri aderenti al sindacato nazionale, che avrà come conseguenza oltre 300 licenziamenti in tronco.

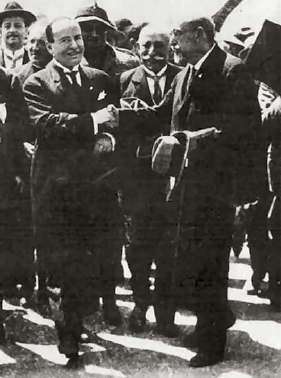
Filippo Genovesi, l'ultimo presidente della SRTO e primo dell'Elettroferroviaria Italiana, qui con Mussolini nel 1932

Per poter ottenere la ratifica consiliare la giunta inserisce nel contratto per le linee 21 e 24 alcune clausole restrittive. Entro tre mesi la società deve adeguare il numero delle vetture circolanti a quello stabilito nei contratti in vigore (fissato a 226), e provvedere ad una maggiore regolazione delle partenze dai capilinea, oltre a rispettare alcune clausole minori dei contratti.
La SRTO si adegua solo in misura marginale. Al 10 gennaio 1915 circolano 122 vetture contro le 226 previste, e sono solo quelle di tipo antiquato col solo freno manuale, oltre alle dieci Ringhoffer. Le più moderne Westinghouse sono quasi tutte ferme in deposito, salvo quelle che servono linee come la 1 e la 13, in cui la particolare affluenza rende conveniente il servizio con vetture rimorchiate. Ai richiami dell'Ufficio Tecnologico, che minaccia financo il ritiro delle concessioni per inadempienza contrattuale, la società si trincera dietro ai problemi economici legati allo stato di guerra (tra cui le indennità di caro-viveri), ed alle spese straordinarie per il personale femminile, ma è chiaro che si tratta di motivazioni pretestuose. Il fine ultimo della Romana è quello di costringere l'amministrazione a riscattare impianti e rotabili al valore venale, naturalmente ai prezzi imposti dalla diversa situazione di mercato, non prima di aver monetizzato le difficoltà in cui versano il comune e l'azienda tranviaria municipale, e non ne fa mistero. Lo scrive a chiare lettere quando afferma che «non si è mai mancato di rispettare nel passato le numerose imposizioni che il comune ha ritenuto di imporci a vario titolo. Ben pochi investimenti si sono potuti ammortizzare, altri si sono rivelati spese a fondo perduto cui nessuno ha mai pensato fosse il caso di partecipare. Abbiamo un residuo di oltre 20 000 obbligazioni circolanti, per le quali corrispondiamo interessi di oltre tre milioni all'anno, e vari debiti cui non abbiamo ancora potuto far fronte. Poiché le reiterate richieste di diminuire gli oneri dovuti non hanno mai trovato accoglimento, l'amministrazione comunale deve sentirsi responsabile per quelle mancanze lamentate dalla cittadinanza che pure abbiamo l'onestà di ammettere».

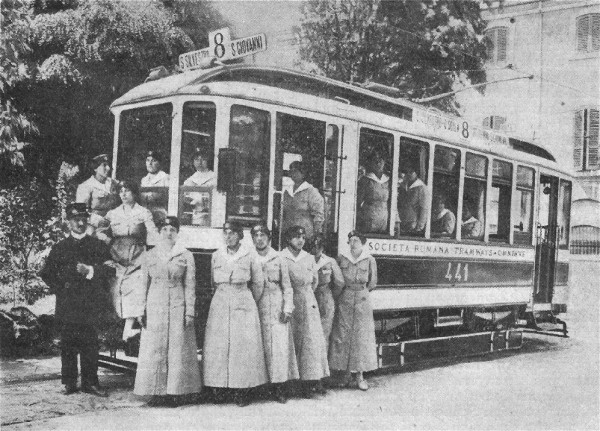
Addestramento di un gruppo di donne alle mansioni di conducente

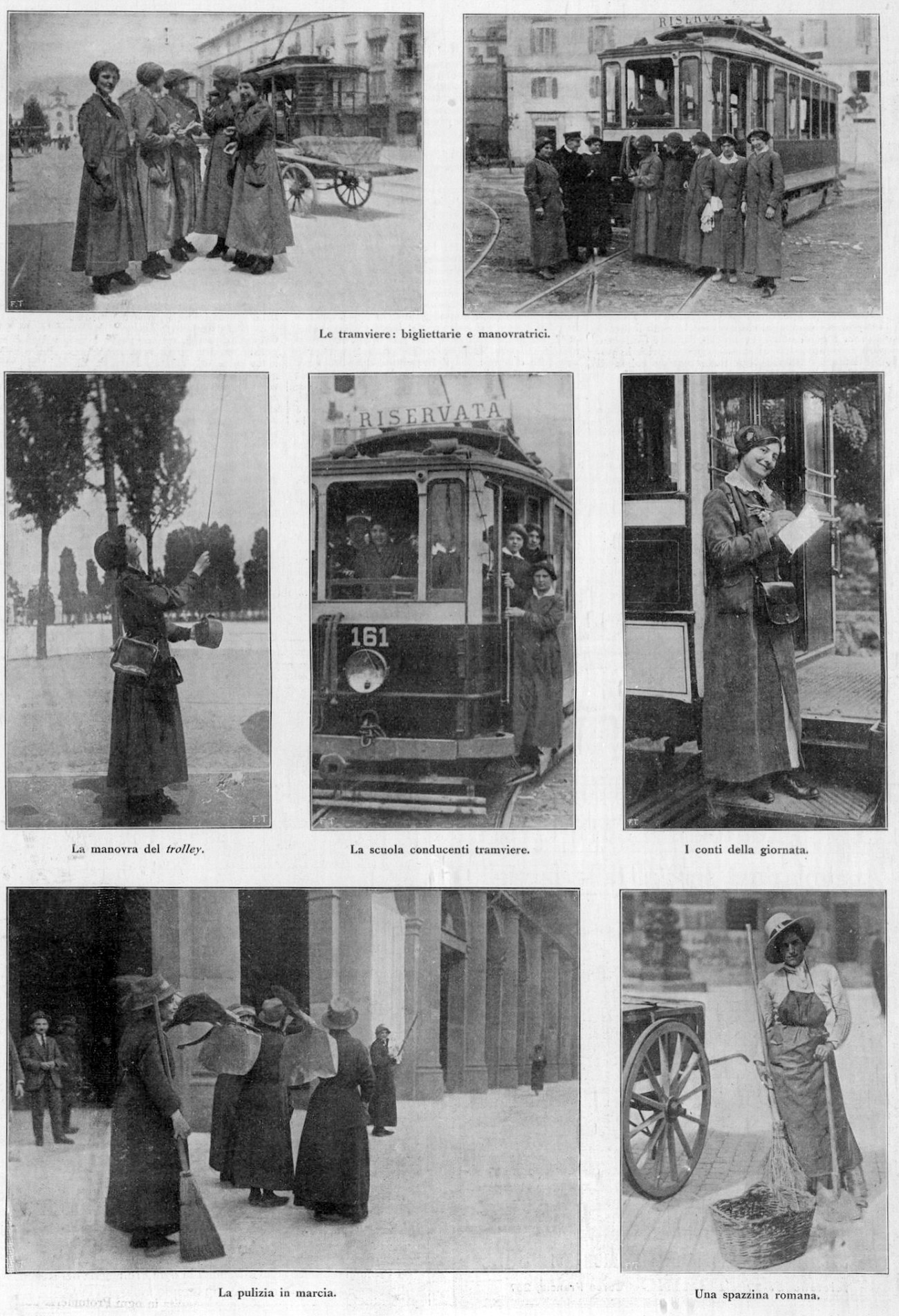
Donne impiegate sui tram e nella Nettezza Urbana

Da parte sua la Giunta succeduta a Narhan preferisce non raccogliere le provocazioni della società, dal momento che deve preoccuparsi di «disporre di un congruo termine prima della scadenza delle convenzioni con la SRTO per esaminare e deliberare in ordine alla forma con cui il pubblico servizio dovrà svolgersi». Il nuovo Assessore ai servizi tecnologici, Francesco Saverio Dè Rossi, lo scrive in un memoriale inviato al Ministero dell'interno per sollecitare un intervento diretto del Governo, dove si fa presente che le due strade possibili, nuova concessione o municipalizzazione, non sono praticabili per l'impossibilità di ottenere adeguate forniture di materiali e rotabili in tempi certi. Esiste una terza soluzione, che si concretizza di li a qualche mese col Decreto Luogotenenziale 14 luglio 1918 n. 1447. Sulla base delle istanze di numerose amministrazioni il Governo interviene per assicurare la continuità dei pubblici servizi qualora, come già appare chiaro a Roma, i concessionari non intendano proseguire l'esercizio oltre la scadenza contrattuale. Nel presentarlo al Governo il Ministro degli Interni fa presente che «la spesa che i comuni dovrebbero sostenere per il rilievo degli impianti, in base agli elevatissimi prezzi ora raggiunti dal materiale, elimina ogni convenienza a procedere alla municipalizzazione dei servizi stessi, e d'altra parte [...] le eventuali innovazioni delle convenzioni non potrebbero effettuarsi che a condizioni svantaggiose per i comuni». Con il decreto «si dispone che la decorrenza dei termini anzidetti sia sospesa per tutta la durata della guerra, e fino a sei mesi dopo la pubblicazione del trattato di pace».

## Obiettivo Elettro Ferroviaria

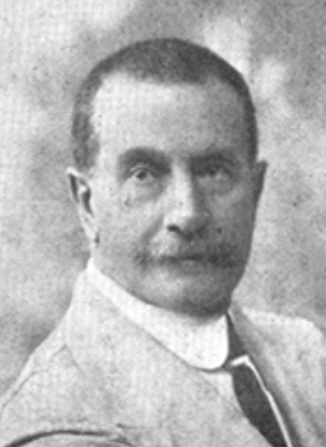
Adolfo Apolloni, Sindaco di Roma dall'8 giugno 1919 al 25 novembre 1920. Tenta in extremis di giungere ad un accordo conciliante con la SRTO per la prosecuzione dell'esercizio tranviario dal 1º gennaio 1920 al 31 dicembre 1923

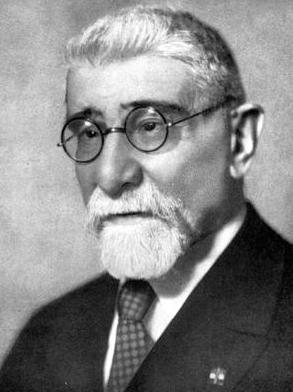
Luigi Rava, Sindaco di Roma dal 25 novembre 1920 al 23 maggio 1921. Dopo una paziente trattativa, durata oltre un anno, conclude un accordo con la SRTO per la chiusura di ogni pendenza e per l'affidamento alla SEFI della ferrovia Roma-Ostia

La pratica applicazione del decreto, tuttavia, si rivela oltremodo problematica a causa dell'articolo 3, che obbliga i comuni ad assumere i servizi, subentrando nell'attivo e nel passivo dell'esercizio, al semplice rifiuto del concessionario di proseguirlo oltre la scadenza della concessione. A Roma ciò si tradurrebbe in una sospensione pressoché totale della rete tranviaria, e l'assessore Dè Rossi lo aveva fatto presente in Consiglio Comunale fin dalla fine del 1917. In una lunga e dettagliata relazione fa presente che il vero problema non è il termine della concessione, fissato per quasi tutte le linee al 31 agosto 1920, ma quello che dovrà fare il comune a partire dal giorno successivo. Cosa accadrà, si chiede l'assessore, se la SRTO rifiuterà di accordare una proroga che appare sempre più necessaria? Il mancato rinnovo della convenzione, allo stato dei rapporti con la società, ben più che probabile, comporterebbe la sospensione delle linee 1, 2-10, 3, 3 rosso, 4, 5, 6, 7, 8, 9, 12, 13, 19, 20 e 21 stante l'impossibilità di sostituire i relativi impianti.

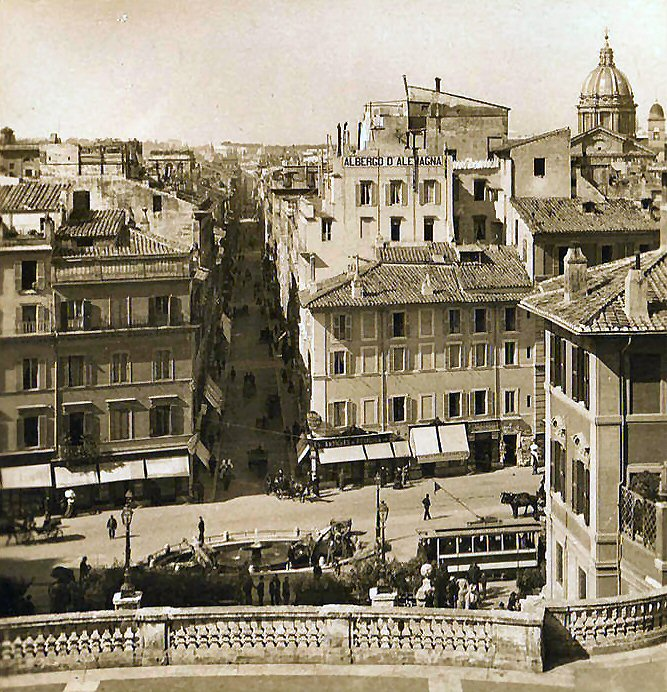
Tram SRTO in piazza di Spagna

Non esistendo al momento altra scelta (con la scadenza che si avvicina e il decreto che tarda), il Dè Rossi, debitamente autorizzato dalla Giunta comunale, intavola una trattativa con la SRTO, al momento presieduta da Filippo Genovesi e diretta dall'ing. Egisto Grysmayer, che porta ad un “verbale di accordi fra il comune di Roma e la SRTO per cessione dell'impianto tramviario ed esercizio del medesimo”. L'accordo, frutto di una trattativa protrattasi per vari mesi e corredato da un meticoloso piano finanziario, si può riassumere come segue:
- risoluzione anticipata di tutte le convenzioni, contratti e accordi in corso, con scadenza nel 1920 e, per le linee 15 e 16, nel 1949, ad un nuovo termine da stabilire di comune accordo tra le parti;
- acquisto da parte del comune, con effetto immediato, di tutti i binari sociali, esclusi i raccordi coi depositi Flaminio e Porta Maggiore e il doppio binario (non più collegato alla rete), rimasto in abbandono sul lungotevere dei Mellini: la cessione in uso gratuito dei residui binari ancora armati con rotaie del peso di 34 kg per metro lineare (il comune si doveva impegnare a versare la somma di 8 500 000 lire, suddivisa in una quota di 5 320 000 per quelli valutabili a prezzo di stima dedotto il consumato, una quota di 1 520 000 quale sovrapprezzo di 280 lire per tonnellata, e infine la somma di lire 1 800 000 a titolo di rimborso della spesa cui concorse la società per la costruzione del traforo di via Milano);
- impegno di acquisto da parte del comune, al termine dei dieci anni, degli impianti elettrici aerei e sotterranei, delle sottostazioni, di officine, magazzini, depositi e ogni altro bene pertinente all'esercizio, mobile ed immobile, di proprietà della società (il piano finanziario prevede nei dieci anni la costruzione di 6,2 km di nuovi binari e la sostituzione di oltre 23 km per quelli esistenti, con acquisto di 50 motrici ed altrettanti rimorchi, per una spesa complessiva prevista in 6 500 000 lire);
- affidamento dell'esercizio tramviario alla SRTO per dieci anni, almeno fino al 31 dicembre 1928, alle condizioni da stabilirsi in apposito capitolato, con non meno di 226 vetture;

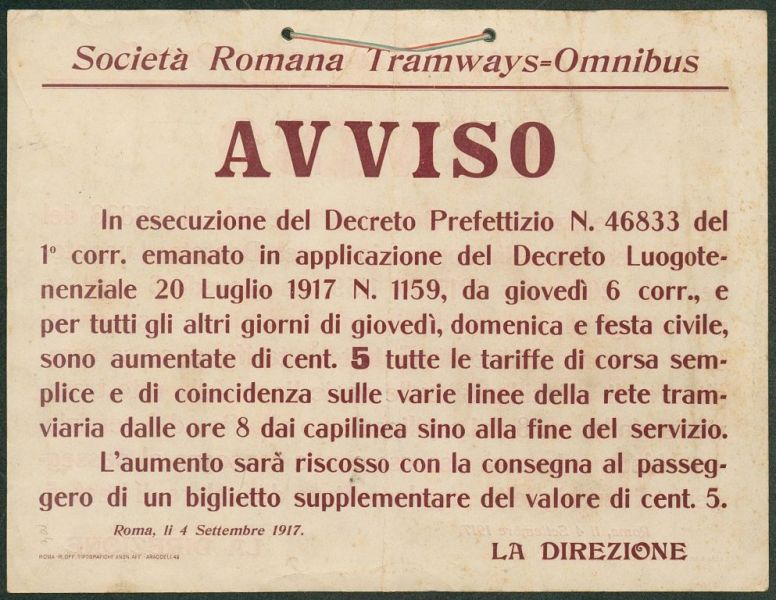
Sovrapprezzo sulle tariffe per il pagamento delle indennità di caro-viveri

- pagamento da parte della società di un pedaggio per i binari ex sociali, per i binari acquistati dal comune, e per quelli che lo stesso comune si impegna a costruire ex novo, di 0,02 lire per motrice/km e 0,01 per rimorchio/km (0,017 e 0,01 sui binari da 34 kg/m), e di una quota dell'8,50% all'anno sul valore delle motrici comunali ad essa eventualmente affidate, da corrispondersi quale quota di ammortamento;
- partecipazione del comune sul prodotto lordo della rete fissato al 10% per un introito non superiore a lire 8 000 000, all'11% fino a 8 500 000, fisso al 12% per introiti superiori.

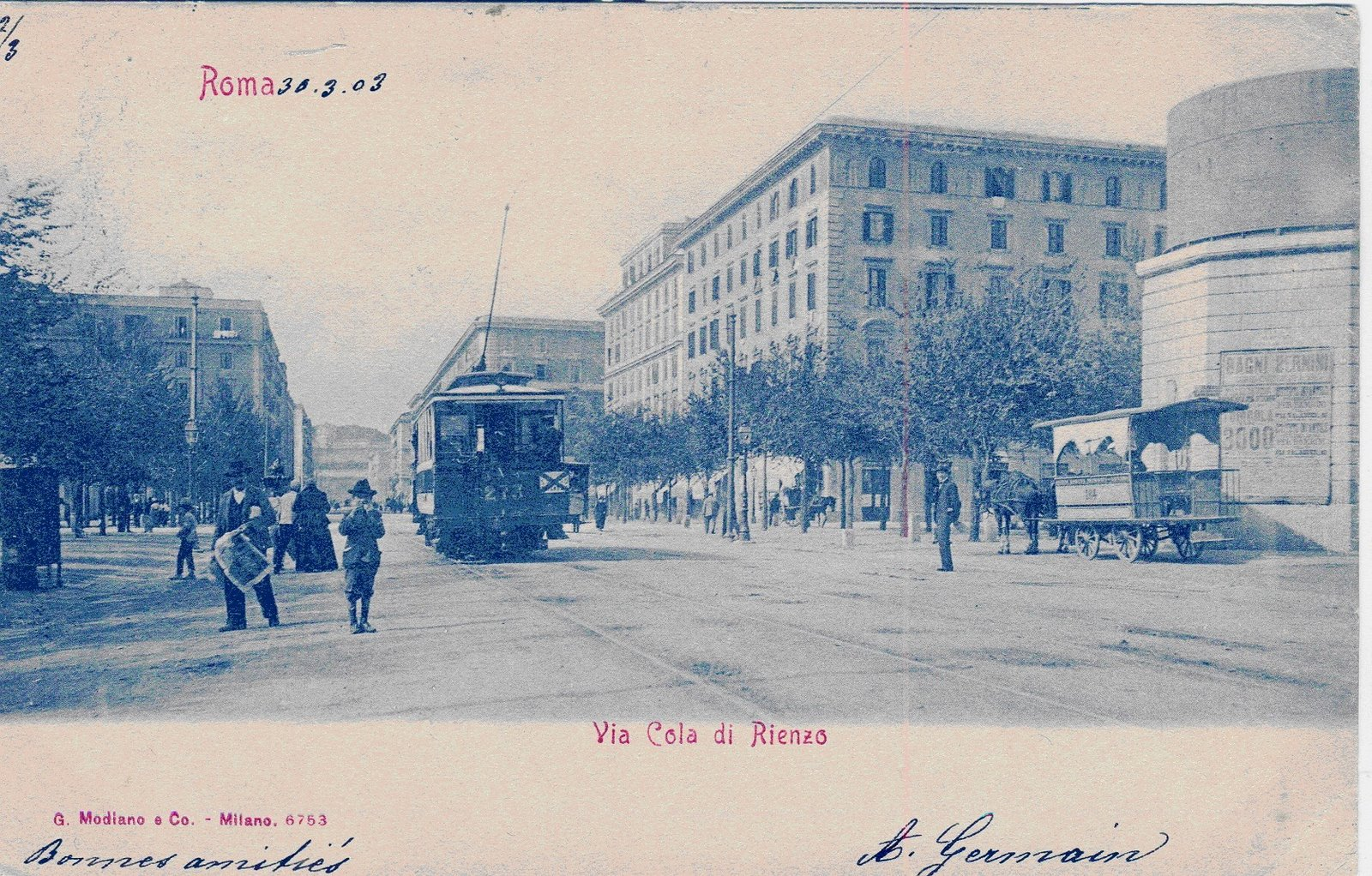
Corrispondenza tra omnibus e tram elettrico in via Cola Di Rienzo alla fine dell'800

Il progetto De Rossi è palesemente viziato dall'interesse particolare della SRTO e, forse, anche suo personale. Lo si evince dall'analisi del piano finanziario, in particolare dalla previsione di incassare dalla SRTO circa 260 000 lire l'anno per il pedaggio dei binari. Poiché il comune deve farsi carico di 6 840 000 lire per l'acquisto dei binari stessi, escludendo qui i casi speciali delle rotaie leggere e del percorso di via Milano, il relativo mutuo (le cifre sono quelle esposte dal De Rossi) graverebbe per 350 100 lire annue in tasse e interessi sul prestito, alle quali si deve aggiungere una spesa per manutenzione e rinnovo dei binari di 405 200 lire. La perdita prevista di 504 300 lire si dovrebbe compensare con la tassa di una lira sugli abbonamenti e di 5 centesimi sulle corse serali da aggiungersi alle tasse di bollo introdotte dalle norme sul caro-viveri, che produrrebbero un utile totale di 332 000 lire a totale carico dei cittadini, senza fare alcuna previsione circa la copertura delle rimanenti 172 300 lire. Se ciò non bastasse, alle spese citate si deve aggiungere un onere quantificato in 455 700 lire all'anno per 13 anni, quale interesse sulle residue obbligazioni della società ancora circolanti, che il comune si dovrebbe impegnare ad estinguere.
Tutto questo, si badi bene, per ottenere dalla SRTO la circolazione entro dieci anni di quelle 226 vetture motrici giornaliere (contro le 170 che fa uscire in media), che abbiamo già visto essere prevista dai contratti in vigore, numero peraltro aumentato a 228 coi capitolati aggiuntivi per le linee 21, 24 e 25, il cui rispetto è stato da sempre condizionato a pretese assurde.

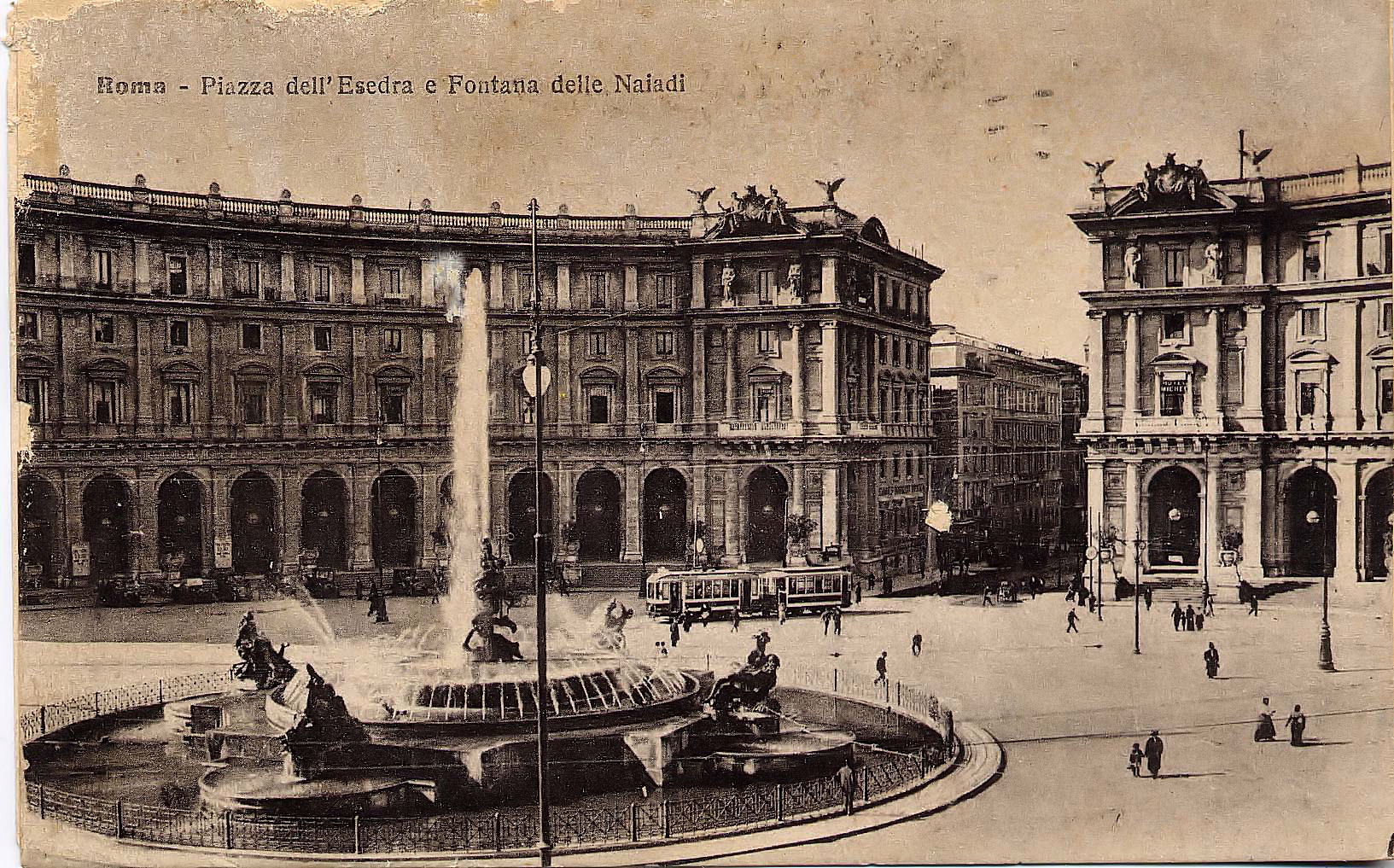
Convoglio di motrice e rimorchio sulla linea 1 in piazza Esedra

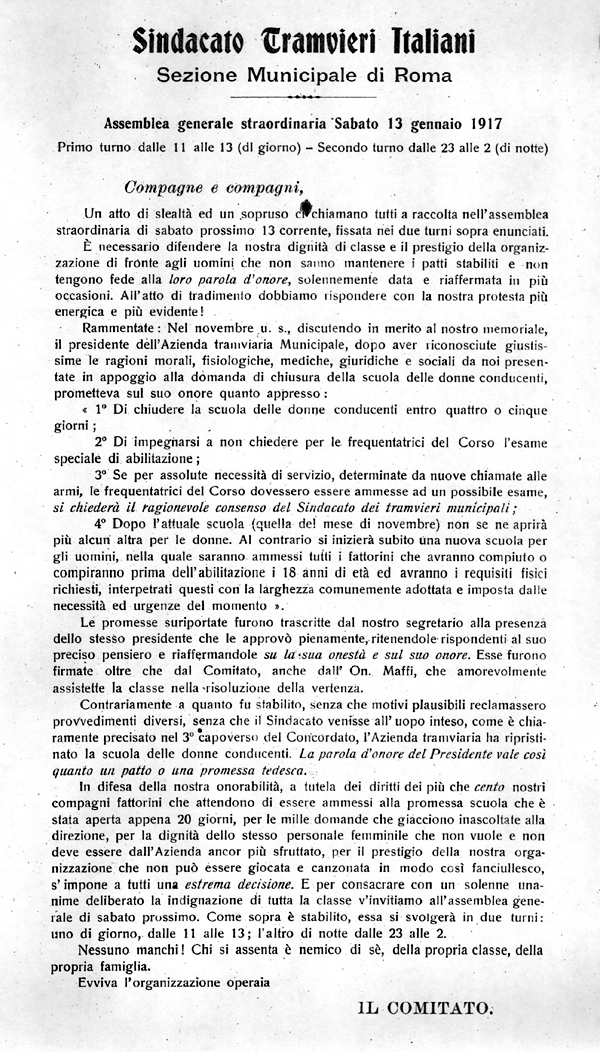
La chiamata del Sindacato Tranvieri Italiani allo sciopero contro l'impiego delle donne alla guida dei tram. Allo sciopero le aziende reagirono con la mano dura, procedendo ad oltre 300 licenziamenti in tronco in un solo giorno.

L'esame della Giunta comunale si articola in sei sedute tenute dal 21 novembre 1917 al 30 gennaio 1918. L'assessore Annibale Sprega va però oltre il dibattito politico e per informare nei dettagli la cittadinanza scrive una lunga serie di articoli sul quotidiano “La Tribuna”, dai quali si apprende che «nella seduta della Giunta tenuta il 30 gennaio 1918, dopo che l'assessore De Rossi ebbe tentato di confutare ancora una volta quanto era stato oppugnato contro il suo progetto, la discussione ebbe termine col seguente ordine del giorno, che fu accettato unanimemente, e quindi anche da De Rossi: “‘la Giunta, non ritenendo accettabili le proposte della società R.T.O. delibera che si proceda agli studi occorrenti per l'assunzione diretta dell'impianto e dell'esercizio delle linee tramviarie, la cui concessione andrà a scadere nell'agosto 1920». Il rifiuto è giustificato, ogni altro aspetto particolare a parte, da una questione di principio: non è ammissibile «che l'interesse pubblico debba soggiacere alla speculazione ingiustificata, per non dire illecita, del privato [poiché] il problema ammette una terza soluzione che assicura sempre la continuazione del servizio, salvaguarda gl'interessi della collettività e non lede quelli del concessionario purché, s'intende, non si vogliano compresi in questi ultimi, i lucri non dovuti perché dipendenti unicamente dallo stato di guerra».

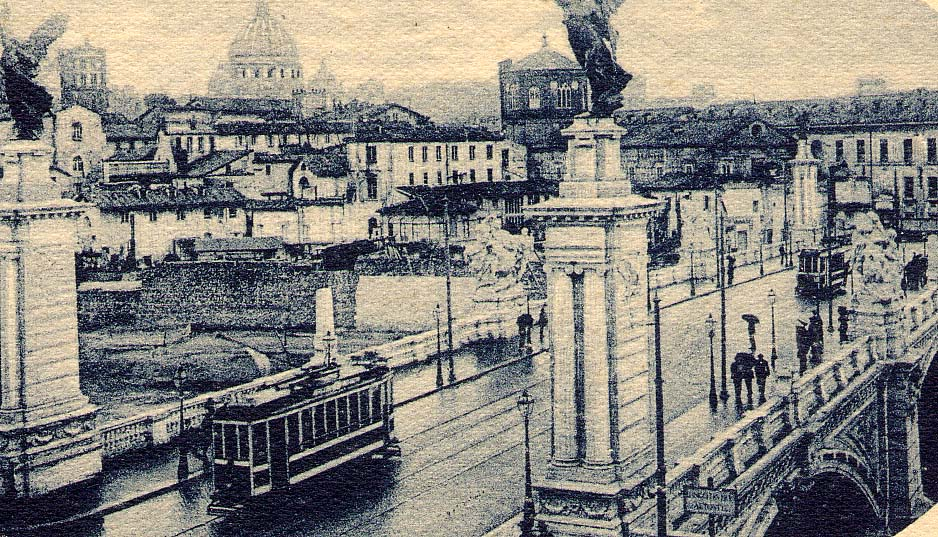
La linea 1 sul ponte Vittorio Emanuele

I termini della terza soluzione si sono detti. Il decreto 1447 consente alla SRTO di approfittare ulteriormente della situazione, non solo per lucro, ma anche per rivalersi delle perdite economiche legate al rifiuto delle proposte che ha ripetutamente presentato al comune fin dal 1909. La società, che si è dichiarata sciolta da ogni impegno già col rifiuto del progetto De Rossi, chiude la porta ad ogni trattativa, e con chiaro intento di rivalsa si avvale del famigerato articolo 3 dichiarando in via ufficiale che intende procedere alla cessione della rete (escluse le linee 15 e 16 concesse fino al 1949), alla nuova scadenza fissata al 31 dicembre 1919. Non potendo più avanzare alcuna pretesa oltre il dovuto preferisce “accontentarsi” dei circa dieci milioni di lire che le saranno comunque dovuti per formare il capitale che sarà alla base della Società Elettro Ferroviaria Italiana (SEFI), in cui intende rifondarsi allo scopo di assumere l'esercizio delle ferrovie Civitavecchia-Orte e Roma-Lido.
Per il comune la situazione si fa a questo punto critica. Quei “circa dieci milioni di lire” sono in realtà molti di più perché già da un primo preventivo la spesa per il solo riscatto è stimata in 15 000 000, ai quali si devono aggiungere ulteriori 13 000 000 per una serie di interventi mirati alla fusione delle due reti, adeguamento di impianti e rotabili sociali agli standard municipali e, infine, per l'acquisto di nuovo materiale rotabile. Se ciò non bastasse devono prevedersi per tempo i necessari aumenti patrimoniali destinati all'ATM, che assieme alla rete deve assorbire anche il personale della SRTO. Il piano è rapidamente elaborato dopo il perentorio rifiuto della SRTO, deliberato da un'assemblea degli azionisti appositamente convocata, di accettare una proroga al 31 dicembre 1923. La relativa proposta, intitolata “richiesta alla SRTO di una proroga per un triennio delle concessioni tranviarie che hanno la loro scadenza nel 1920”, è stata discussa il 23 gennaio 1919, nel corso di una seduta più volte interrotta per il clima di scontro non solo verbale che la caratterizza. La minoranza favorevole alla trattativa con la SRTO lancia un duro attacco politico contro l'assessore Sprega, capro espiatorio di tutti i fautori della municipalizzazione ad oltranza, accusato di aver fatto naufragare il progetto De Rossi senza prevedere alcun'alternativa, ed anzi chiudendo definitivamente la porta ad ogni possibilità di trovare un accordo con il concessionario. Il più duro, e non poteva essere altrimenti, è il De Rossi, che se la prende con Sprega ma anche con l'assessore Giovenale, chiamato a sostituirlo dopo le sue dimissioni.
L'ex assessore mostra l'atto costitutivo della Società Elettro Ferroviaria Italiana, nella quale la SRTO è impegnata per 48 000 azioni su 90 000 e 9 600 000 lire di capitale su 18 000 000, e si chiede in virtù di chi o cosa dovrebbe accettare la richiesta di una proroga con una concessione ferroviaria praticamente già in tasca, la Civitavecchia-Orte, e un'altra, la Roma-Lido, su cui ha messo gli occhi fin da quando il suo promotore, Paolo Orlando, faceva parte del suo Consiglio di amministrazione, anch'essa ormai in corso di acquisizione.

## Gli ultimi anni

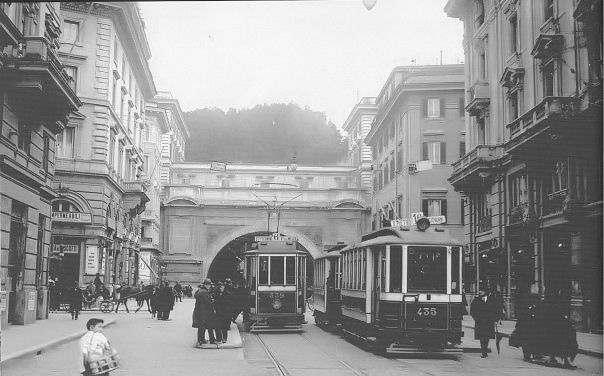
Vetture SRTO in via Milano non prima del 1920, nel periodo in cui proseguiva in via precaria l'esercizio delle linee passate al comune

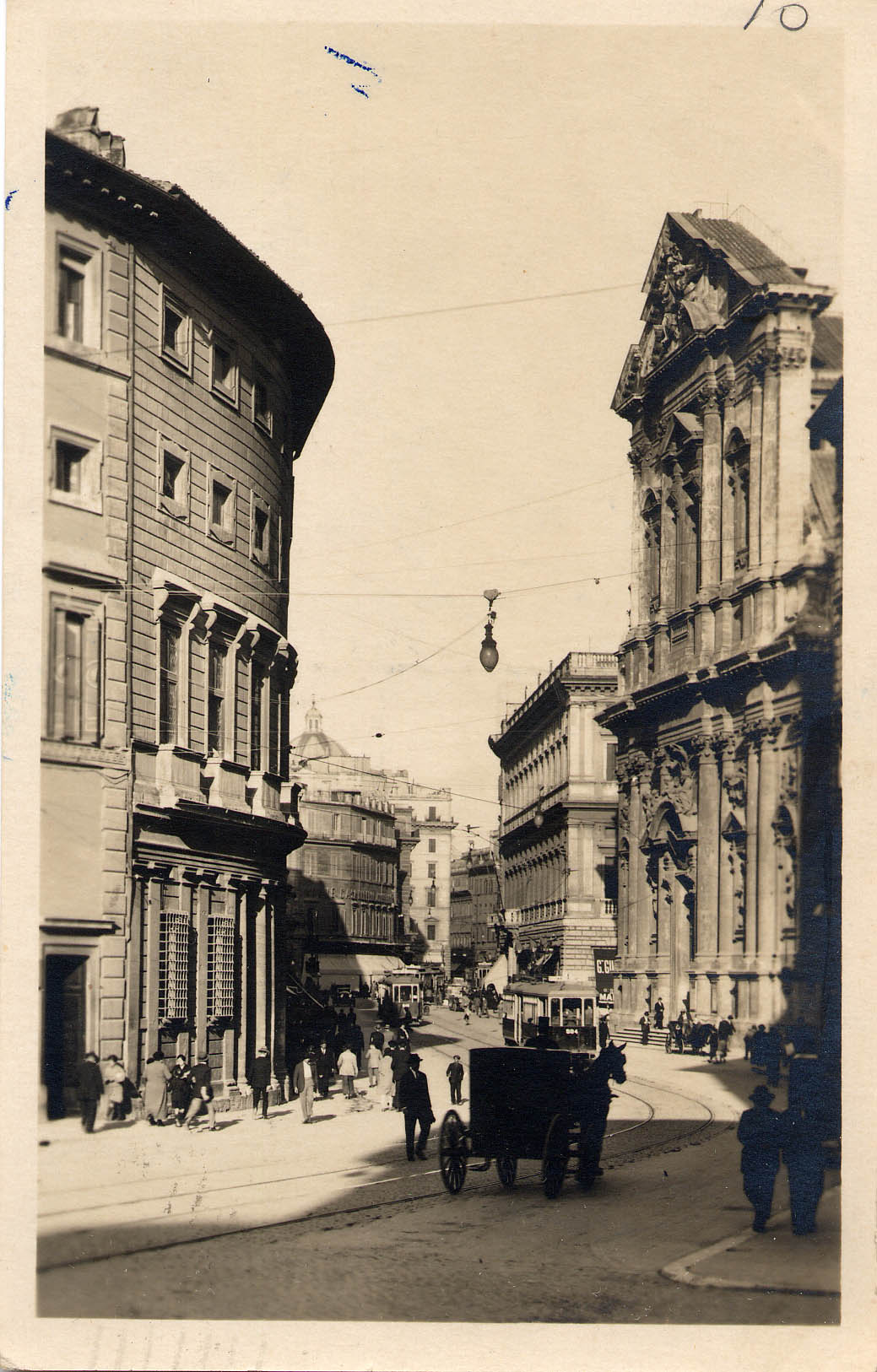
La linea 1 esercitata con materiale rotabile municipale in corso Vittorio Emanuele

Mentre la SRTO ha coperto i suoi impegni nella SEFI e si è garantita le migliori condizioni per proseguire l'esercizio delle linee 15 e 16, al 1º gennaio 1920 la consegna della sua rete al comune non può aver luogo se non sulla carta di un verbale. Nel documento troviamo che in un'atmosfera tutt'altro che amichevole la SRTO dismette il deposito di Porta Maggiore, la sottostazione elettrica di via Baccina e l'intero suo parco rotabile con l'eccezione di quanto si riserva per l'esercizio delle linee 15 e 16. Facendosi forza del decreto 1447 tiene per sé il materiale migliore, le 41 motrici Westinghouse e l'intero parco dei 30 rimorchi allora disponibili, un numero di rotabili superiore di un terzo all'effettivo fabbisogno delle due linee, ed ha anche provveduto a svuotare l'impianto di Porta Maggiore di ogni macchinario utile, della mobilia e perfino dei materiali di infimo valore utilizzati per le pulizie, lasciandovi per contro le motrici di tipo antiquato (molte al momento fuori uso), oltre a una serie di conti non pagati per elettricità, acqua e tasse immobiliari.

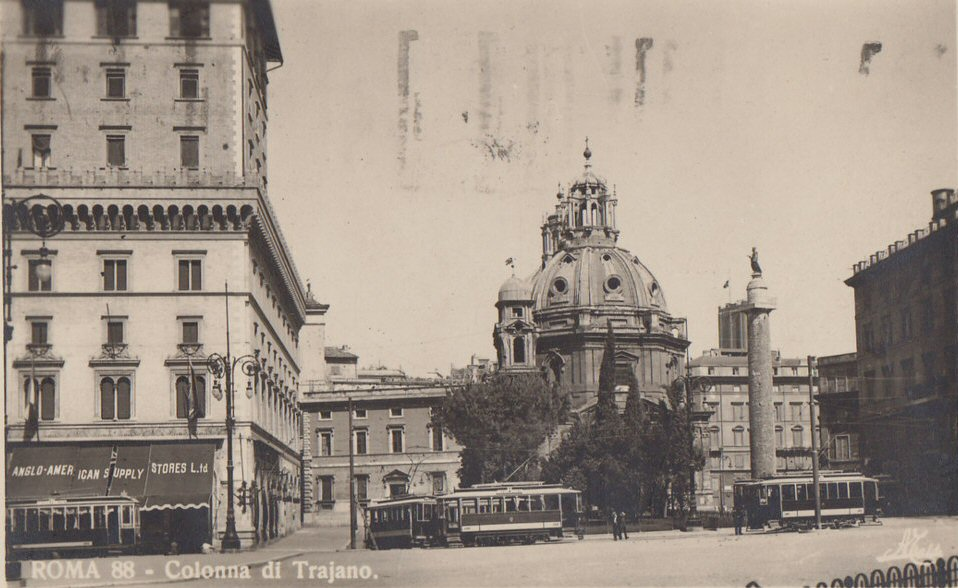
Vetture SRTO passate all'azienda municipale al Foro Traiano

Si giunge così all'assurdo che il comune deve far proseguire in via precaria parte dell'esercizio a una società che come tale è ormai solo un'entità virtuale, una semplice ragione sociale funzionale agli interessi burocratico/bancari della SEFI. Con buona pace di chi pretendeva di salvaguardare l'interesse pubblico, infatti, l'amministrazione deve quindi sobbarcarsi la spesa di 0,45 lire per km di linea esercitato dalla SRTO, che oltretutto trattiene per sé una quota del 20% sui biglietti venduti, su impianti e con rotabili che di fatto già gli appartengono. La società approfitta di questa situazione per coprire le ulteriori uscite legate all'indennità di caro-viveri (prolungata fino al 1922) e chiudere i contenziosi civili legati agli incidenti della rete passata all'ATM, ma che i suoi interessi siano ormai rivolti alla SEFI lo si rileva dalla relazione all'assemblea degli azionisti del 1922: «Il programma di azione che [la SEFI] si propone, trova nella sua realizzazione argomenti quanto mai lusinghieri. Mentre i lavori della Civitavecchia-Orte procedono con ogni possibile alacrità, la Società ha potuto perfezionare le importanti concessioni delle forze idriche dell'Isonzo [...] e prepararsi ad attuare altre varie imprese produttrici, fra le quali l'esercizio della Roma-Lido, di cui potrà ottenere la concessione a condizioni convenienti».

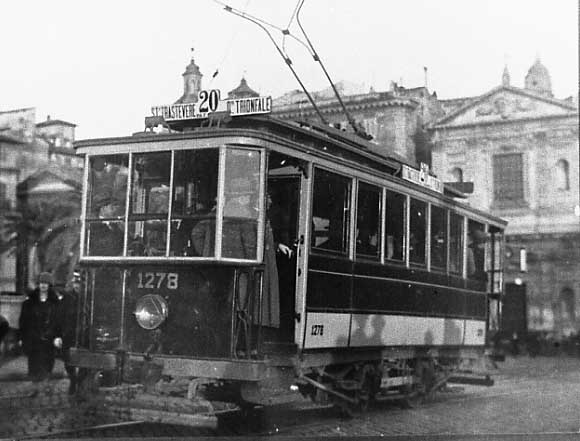
Vetture della SRTO definitivamente passate all'azienda municipale: via Tomacelli

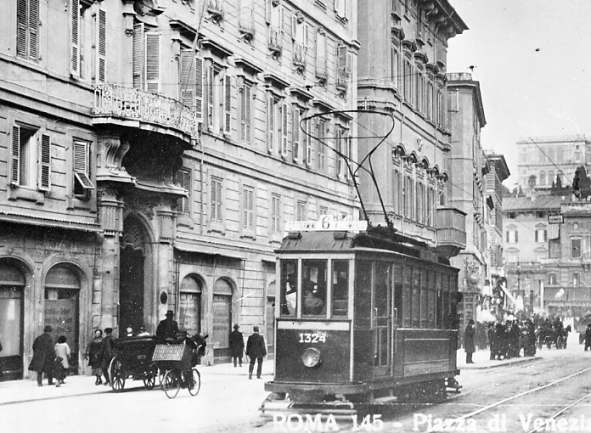
Vetture della SRTO definitivamente passate all'azienda municipale: via del Plebiscito

L'amministrazione comunale, da parte sua, si trova alle prese con la ratifica di un piano tecnico/finanziario la cui pratica esecuzione si rivela difficoltosa a causa del mercato che stenta a tornare alla normalità dopo lo sconvolgimento della guerra; le pratiche per l'accensione dei mutui sono lontane dal concludersi, ed anche il lodo arbitrale per la valutazione effettiva dell'indennità di riscatto dovuta alla SRTO rimane bloccato per le obiezioni più o meno pretestuose della società. Attraverso difficoltà di ogni tipo (specie sul delicato fronte dell'esame dei libri contabili), si vuole logorare il comune e costringerlo a scendere a patti, cosa che avviene con la proclamazione a Sindaco di Luigi Rava nel novembre 1920; la nuova giunta intavola una trattativa per una transazione "amichevole", e dopo oltre un anno di estenuanti colloqui si giunge ad un verbale di accordi, debitamente approvato dal collegio arbitrale e dalla prefettura, nel quale la SRTO ritira tutte le opposizioni alla definizione del lodo arbitrale ed assume i seguenti impegni:

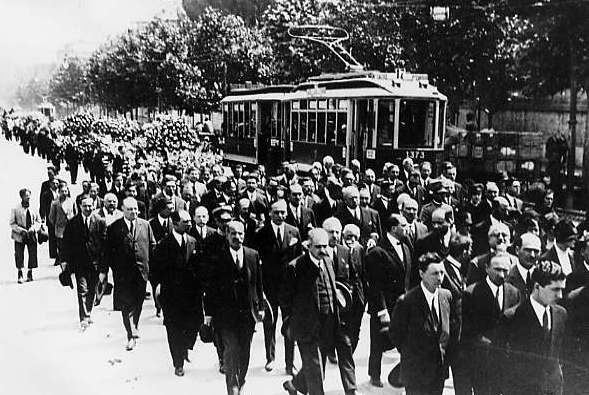
Vetture della SRTO definitivamente passate all'azienda municipale: via Nomentana

- cessione al comune della linea tranviaria 15 (piazza del Popolo-via Flaminia-ponte Milvio), con effetto successivamente stabilito dal 1º febbraio 1922; mantenimento della linea 16 per il proseguimento dell'attività sociale fino al pieno ammortamento del residuo capitale impiegato sulla linea stessa;
- cessione al comune di tutti i residui impianti elettrici ancora di proprietà SRTO ed in uso sull'ultima sua linea, alimentazione della stessa a carico dell'ATM contro il pagamento di una quota fissa mensile per la manutenzione ordinaria degli impianti e per il consumo di energia;

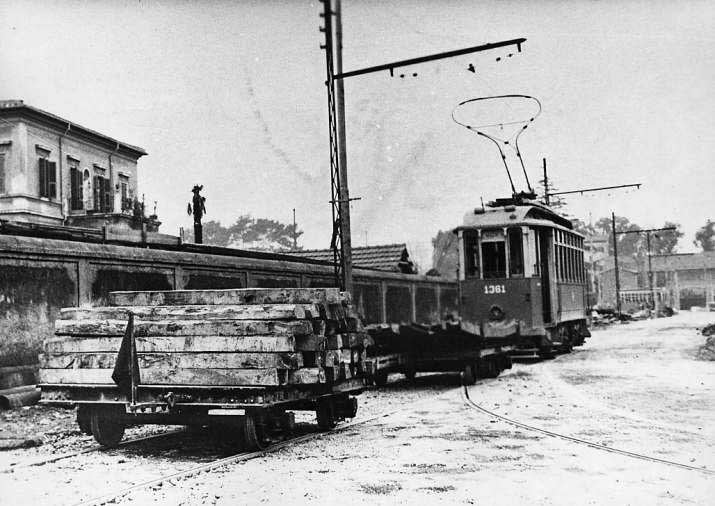
Vetture della SRTO definitivamente passate all'azienda municipale: Officine aziendali di via Prenestina

- pagamento di un canone di pedaggio per l'uso dei binari sul percorso della linea 16, in ragione di una quota fissa di 0,15 lire per km percorso sia da motrici singole, sia da convogli di motrice e rimorchio;
- rinuncia delle indennità dovute per il proseguimento dell'esercizio di alcune linee, limitatamente alle somme dovute dall'ATM per l'uso dei rotabili sociali utilizzati in regime di cessione temporanea;
- risarcimento al comune di 1/3 delle somme pagate per onorare i debiti lasciati dalla società con la cessione della rete e del deposito di Porta Maggiore.

In corrispettivo il comune, oltre a cedere la concessione della Roma-Lido alla SEFI, si impegna a concedere alla stessa l'impianto e l'esercizio esclusivo di tutta una serie di raccordi tra la sua ferrovia e le varie imprese del quartiere industriale della via Ostiense, indispensabili per l'inoltro delle tradotte sulla rete FS attraverso l'ancora esistente raccordo di via Pellegrino Matteucci. Alla SEFI è altresì accordato l'esercizio esclusivo di autolinee locali nella zona di Ostia, dove è autorizzata a costruire lo stabilimento che sarà poi chiamato “Roma è vincitrice”
L'attività della SRTO prosegue fino al 20 aprile 1929. Dal giorno successivo la linea 16 passa all'azienda municipale, che ne prosegue l'esercizio fino al successivo 31 dicembre. La SRTO nel 1935 confluisce nella SEFI, che però avrà vita breve: dopo la crisi del 1929 segue il destino avverso della Banca Commerciale Italiana e, in piena crisi di liquidità, viene rilevata dalla Sofindit fino al 1933, quando diventa totale proprietà dell'IRI. Nel 1934 si riscatta e confluisce nella STEFER nel 1941.

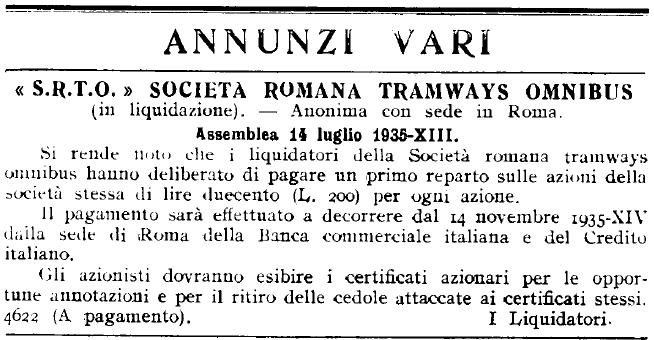
Procedura di liquidazione della SRTO nel 1935